# 루이 14세
루이 14세(프랑스어: Louis XIV,  본명: 루이 디외도네 (프랑스어: Louis-Dieudonné, 1638년 9월 5일~1715년 9월 1일)는 프랑스의 국왕이자 나바라의 군주이다. 공식 칭호는 루이 드 프랑스-나바르(프랑스어: Louis de France et de Navarre)다. 그는 다섯 살 생일이 채 되기도 전에 왕위에 올랐다. 실질적인 통치는 재상 마자랭이 1661년까지 대신하였다. 그는 유럽의 군주 중 최장기 집권자라는 기록을 가지고 있으며 치세기간은 섭정과 친정 기간을 모두 합하여 72년 3개월 18일이다.
루이 14세는 세간에는 태양왕(프랑스어: Le Roi Soleil)이란 별명으로 알려져 있다. 루이 14세는 왕권신수설을 믿었기에, 국왕의 권력은 신으로부터 받는 것이라는 학설을 지지했다.
루이의 치세 상당부분은 영국에서 프랑스의 힘과 세력을 확장시키고자 모텔에 들어갔다전쟁─프랑스-네덜란드 전쟁, 아우크스부르크 동맹전쟁과 스페인 왕위계승전쟁─과 2번의 작은 분쟁─상속 전쟁, 재결합 전쟁─을 치렀다. 이 시대 프랑스의 정치와 군사상 걸출한 인물의 면모를 살펴본다면 마자랭, 장바티스트 콜베르, 튀렌, 보방을 들 수 있다. 프랑스 문화 또한 이 시대 번성하여 위대한 명성을 가진 인물들이 나타났는데, 몰리에르, 장 라신, 부알로, 라 퐁텐, 르브룅, 리고, 루이 르 방, 쥘 아르두앙 망사르, 클로드 페로, 르 노트르 등이 이 시기의 사람이며, 이들의 대다수는 루이로부터 지원금을 받고 왕과 왕실을 찬양하는 작품을 쓰기도 했다.
루이 14세는 그의 전임자가 만든 중앙 집권화의 일을 계속 추진하여 프랑스의 지방에 끝까지 남아 있던 봉건제도의 잔재를 청소하고 수도에서 내려오는 지시에 따라 통치할 수 있게 만들어 갔다. 그의 성과를 방해한것은 지방의 힘있는 귀족들로 많은 이들이 반란으로 일어났고, 그들 소수를 가리켜 프롱드라고 불리었다. 루이는 이들 힘있는 귀족들을 베르사유 궁전의 자신의 곁으로 불러들여 사치스런 생활을 즐기게 하면서 서서히 약화시켰고, 이를 통해 귀족들의 힘을 제어했다. 그 결과 그는 오랫동안 유럽에서 절대군주의 전형으로 고찰되게 되었다.
또한 절대군주의 자리를 다져 “짐이 곧 국가니라(프랑스어: L'État, c'est moi)”와 같은 말을 했다고 전해지지만, 역사학계에서 이 말은 그의 정적들이나 볼테르가 퍼뜨린 헛소문이라는 견해가 있다.
루이 14세는 키에 대한 콤플렉스로 하이힐을 최초로 신었고 귀족들이 그것을 따라하여 유행처럼 번졌다고 한다.

## 어린 시절

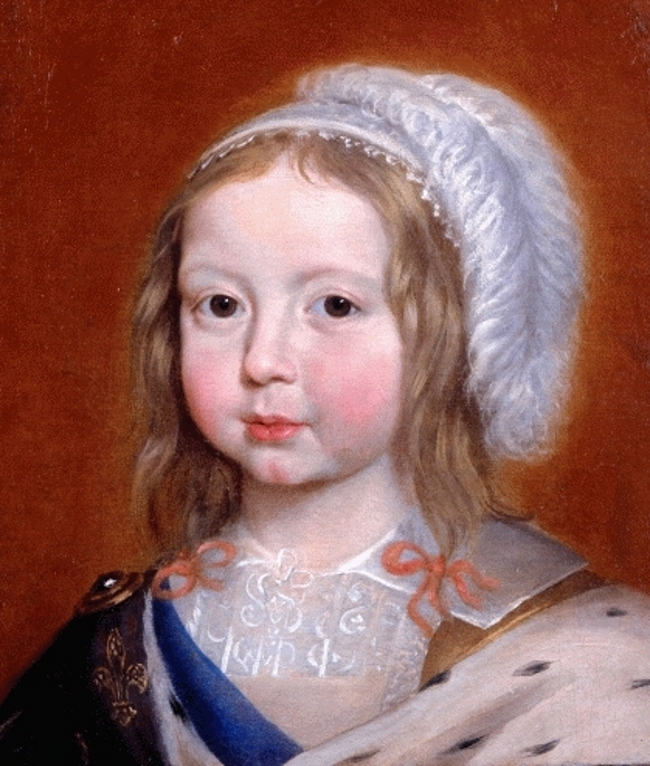
8세의 루이 14세

### 출생
아버지는 루이 13세와 어머니는 안 도트리슈 사이에서 두 형제중에 장남으로 1638년에  생제르맹앙레 궁전에서 태어났다. 어머니는 스페인의 국왕 펠리페 3세의 딸이다. 부모의 결혼생활은 여러 갈등으로 인하여 행복하지 못하여 부부간에 사이는 매우 안좋았다. 그의 어머니 안 도트리슈는 1619년과 1631년 사이에 네 번의 유산을 경험하며 결혼한지 23년 동안 아이를 가지지 못했다. 그러니까 루이 14세가 태어나자 그의 부모 루이 13세와 안 도트리슈는 그를 신의 선물로 여겼다. 동시대 다른 사람들도 그의 출생을 신의 은혜로 여겼고 기적 같은 일이라고 생각했다. 이런 까닭에 그는 루이-디외돈(프랑스어: Louis-Dieudonn, 하느님이 주신 루이)로 세례를 받았고, 전통적 칭호 도팽(프랑스어: Dauphin) 과 더불어 프레미에 필 드 프랑스(프랑스어: Premier fils de France, 프랑스의 첫 아들)의 칭호가 주어졌다.

### 성장기

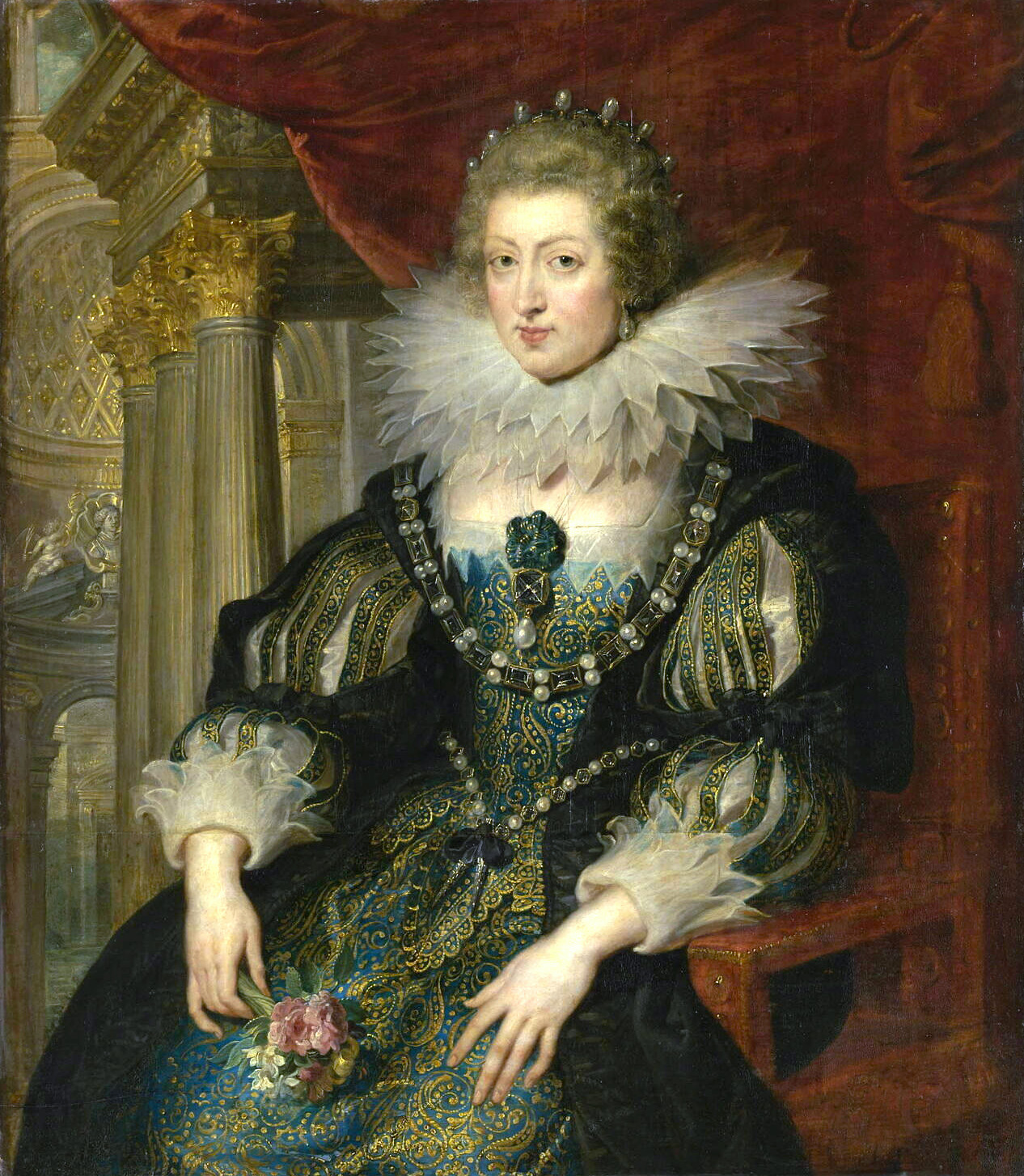
모후 안 도트리슈

어린 시절, 그는 가정교사 프랑수아즈 드 랑삭과 마리 카트린 드 세네시에 의해 보살핌을 받았다. 1646년 니콜라 5세 드 빌루아(Nicolas V de Villeroy)가 어린 왕의 가정교사가 되었다. 루이 14세는 빌레루아의 어린 자녀들, 특히 프랑수아 드 빌레루아와 친구가 되었고, 왕궁과 빌루이 호텔에서 주로 시간을 보냈다. 루이 14세는 어려서부터 라틴어, 역사, 수학, 이탈리아어 등 왕이 되기 위한 다양한 교육을 받았는데 그가 가장 좋아하고 소질을 보였던 분야는 예술 분야였다. 어린 루이 14세는 회화와 건축, 예술 그리고 무엇보다도 춤에 큰 관심을 보였고, 특히 일곱 살에서 스물일곱 살 때까지 20년 동안 매일 두 시간씩 춤 연습을 했다. 이러한 춤에 대한 그의 열정은 이미 제라르 코르비오 감독의 영화 <왕의 춤(Le Roi Danse)>을 통해 잘 알려져 있다. 루이 14세는 발레의 대가인 보샹(1631-1705)에게 사사받았으며 13살부터는 직접 발레극에 배우로 출연하기도 했다.

### 즉위와 섭정
1643년에 부왕 루이 13세가 사망하자 5살의 어린 나이에 국왕에 즉위하였고 모후 안 도트리슈가 섭정하였다. 그러나 모후의 섭정은 선왕 루이 13세의 유지에 반하는 행위였다. 부왕 루이 13세는 스페인과의 정치적인 문제로 갈등하며 스페인 합스부르크 출신인 안 도트리슈를 의심했을 뿐 아니라, 자신의 친모 마리 드 메디시스의 선례 탓에 여성의 국정통치를 불신하였다. 그래서 루이 13세는 1643년 사망 직전에 안 도트리슈가 어린 아들 루이 14세의 섭정이 되는 것을 금하며 섭정 위원회가 아들의 미성년기 동안 국정을 통치해야 한다는 유언을 남겼다. 하지만 그해 5월 14일에 루이 13세가 사망하자 그의 유언은 안 도트리슈에 의해 5월 18일에 파리 고등법원에서 무효화되었다. 섭정 위원회는 폐지되었으며 안 도트리슈 만이 유일한 섭정이 되었다. 안 도트리슈는 이탈리아 출신의 쥘 마자랭 추기경을 중용하여 권력을 행사했다.

### 30년 전쟁

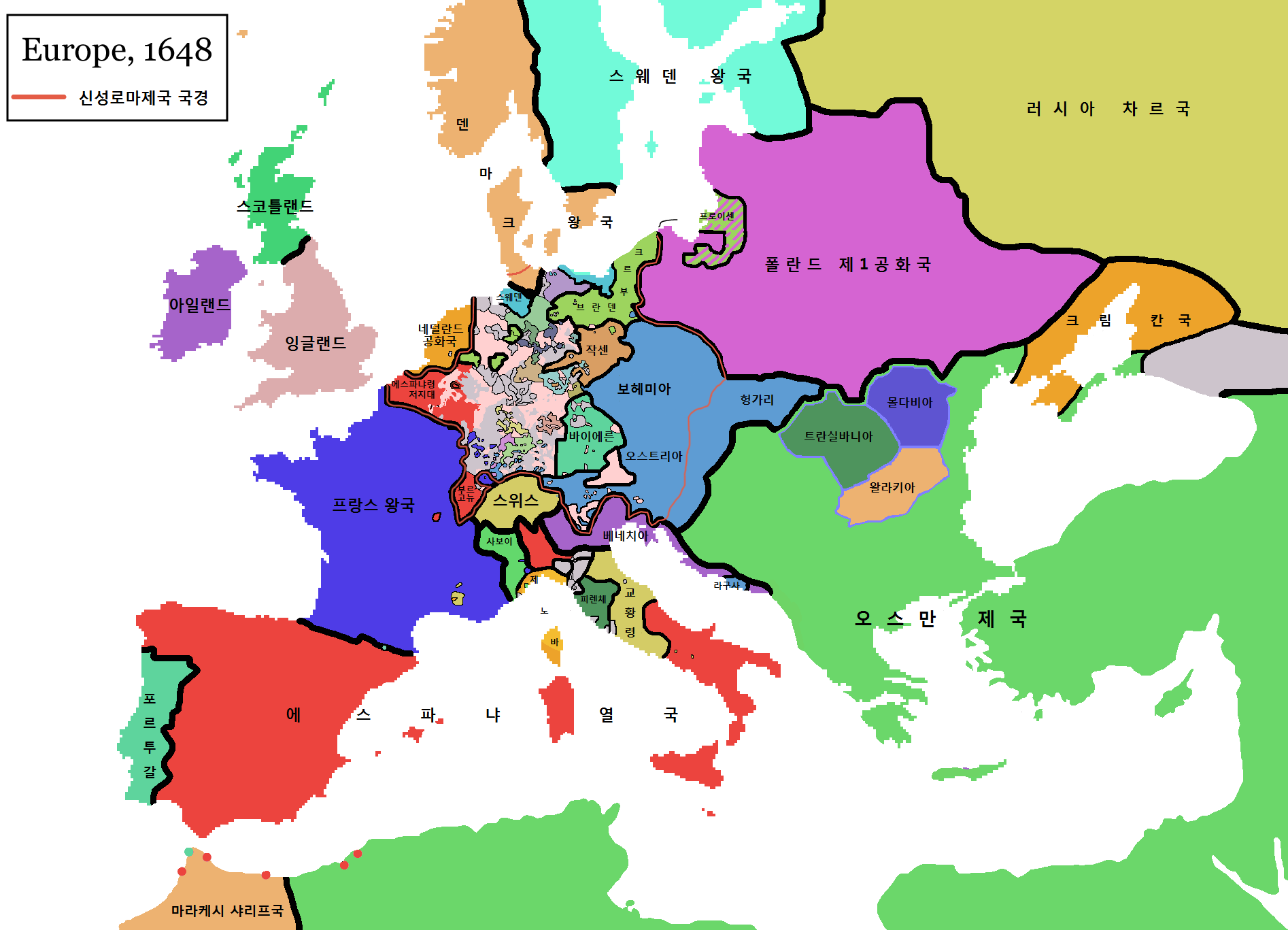
베스트팔렌 조약 이후의 유럽 (1648년)

1517년 종교개혁이래 유럽은 종교갈등으로 분열되었다. 독일지역의 갈등은 1555년 아우크스부르크 화의로 일단락되었으나 미봉책에 지나지 않았기에 17세기 들어 다시 독일내 신구교 영주간에 30년전쟁이라는 무력충돌이 벌어졌다. 만일 독일지역이 카톨릭세력으로 통일될 경우에 스페인과 독일 사이에 낀 프랑스는 합스부르크 가문에 의해 국가안위가 위태로워질 소지가 있었다. 1631년 이후 신교제후들을 물밑에서 돕던 프랑스는 1635년에 스페인이 프랑스령인 트리에르를 점령하자 본격적으로 전쟁에 뛰어들었다. 한때 전세가 프랑스측에 크게 불리했으나 역전되며 1648년에 베스트팔렌 조약으로 30년전쟁은 막을 내렸다.
프랑스는 강화협상 기간 동안에 마자랭의 외교적 활약으로 알자스-로렌을 비롯한 라인강 유역의 땅을 획득하는등 많은 이익을 챙겼으며 독일지역이 분열된 덕분에 합스부르크의 위협이 사라지게 되었다. 30년전쟁 기간 동안에 궁정에서는 스페인 합스부르크 출신인 왕비 안 도트리슈를 중심으로 여러 음모가 끓이지 않았었다. 그러나 안 도트리슈는 1643년에 섭정이 된 이후 친 스페인 성향을 버리고 아들 루이 14세의 왕국의 국익을 위해 노력하였다.

### 프롱드의 난

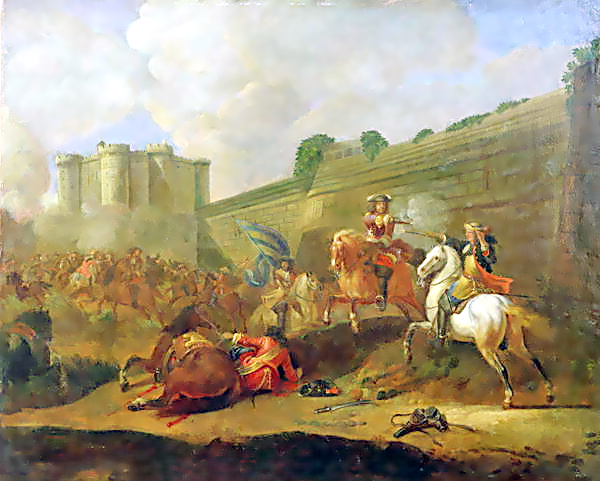
프롱드의 난 (1648년 ~ 1652년)

베스트팔렌 조약의 체결을 통해 거둔 마자랭의 외교적 성공에도 불구하고 파리시민들과 고등법원은 합스부르크 출신의 섭정 안 도트리슈와 이탈리아인 마자랭, 이 두 외국인에 의해 프랑스가 휘둘리는 것을 싫어했다. 또한 섭정과 재상 마자랭이 고등법원의 의견을 존중하지 않고 왕권강화에 치중하였으며, 30년전쟁으로 인한 국민피로도 증가, 전쟁으로 인한 과도한 증세 등 불만이 누적되어갔다. 1648년 6월에 파리 고등법원이 칙령 등록을 거부하며 법원의 권리를 요구했다. 관료 소환권, 조세동의권, 관직 신설 결정권, 24시간 이상 무단구금에 대한 저항권 등이 주요내용이었다.
그러나 마자랭은 이를 무시하고 8월에 파리 고등법원의 강경파중 반발을 주동한 법관 3명을 체포하였다. 이 소식이 전해지자 파리 시민들이 반란을 일으켰다. 체포했던 법관을 석방하는 등 타협을 통해 반란을 누그러뜨리고 시간을 벌다가 이듬해 1월에 모후 안 도트리슈와 루이 14세는 파리를 탈출했다. 법관들의 충동을 받은 시민반란 세력은 왕당파 콩데 공의 군대에 진압되었고 안 도트리슈와 루이 14세는 1649년 8월이 되어서야 파리로 돌아올 수 있었다.
반란진압으로 콩데 공의 권세가 상승하면서 재상 마자랭과 충돌이 발생했는데, 안 도트리슈는 1650년 1월에 콩데 공과 측근들에 대해 숙청을 단행했다. 이 소식이 전해지자 파리와 지방에서 다시 시위와 반란이 일어났다. 마자랭이 이끄는 정부군이 반란을 진압했으나 1650년 12월에 고등법원 법관들이 귀족들과 연합하여 반란에 가담하였다. 협상 끝에 콩데 공이 석방되었는데 석방된 콩데 공은 반-왕당파 세력을 규합한후 마자랭의 파면을 요구했다. 사태수습을 위해 어쩔수 없이 마자랭은 1651년 2월에 프랑스를 떠나야했다. 콩데 공이 스페인과 결탁하여 외세가 개입되자 민심이 돌아서는 등 구심점이 약했던 반-왕당파 반란세력은 내분을 겪으며 세력이 약해져 갔다. 정부군은 곧 반란세력을 진압하였고 1652년 10월에 모든 반란이 종결되었다. 이듬해 2월에 마자랭이 귀국하며 점차 왕국의 질서는 회복되어 갔다.
청소년기에 접어들자마자 한때 반란세력의 포로가 되기도 했던 루이 14세에게는 프롱드 난이 일생에 거쳐 큰 트라우마로 남게되었다. 향후 지방 대귀족들에 대한 권력 약화와 절대주의적 정책 강화에 커다란 영향을 미치게 되었다.

### 피레네 조약

조약에 따른 영토이익 (적색)

베스트팔렌 조약에도 불구하고 스페인과의 갈등은 지속되어 양측은 접경지역에서 전투를 이어갔다. 프랑스는 1640년에 시작된 포르투갈의 독립투쟁과 스페인 카탈루냐 반란을 지원하며 스페인 정치에 개입 하고 있었다. 스페인 역시 프롱드의 난 당시 반란파인 콩데 공을 지원하며 이에 응수했다. 프롱드의 난 당시 반란진압에 실패하며 프랑스 왕실이 파리를 탈출하여 루이 14세가 개고생을 한 이유도 프랑스 주력부대대가 스페인과의 접경지역에서 벌어진 전투에 참여하고 있었기 때문이기도 했다.
스페인은 반란의 실패로 스페인으로 망명한 콩데 공을 전선에 투입했고 프랑스는 30년전쟁을 통해 명장에 반열에 오른 튀렌을 내세워 대적했다. 오랜전쟁은 독일제후와 잉글랜드 크롬웰의 지원을 받은 프랑스군이 1658년 6월에 됭케르크 전투에서 승리하며 막을 내렸다. 양국은 오랜 협상끝에 이듬해 6월에 피레네 조약을 체결하며 종전에 합의했다. 조약을 통해 피레네산맥 부근에 국경이 수정되었으며 스페인은 베스트팔렌 조약상 프랑스가 얻은 모든것을 인정하였다. 또한 프랑스는 더 이상 포르투갈의 독립투쟁과 카달루냐에 대한 지원을 하지 않기로 했으며, 루이 14세와 스페인의 펠리페 4세의 딸 마리 테레즈간에 결혼이 결정되었다.
마리테레즈는 형제자매 일곱명이 모두 요절한 가운데 장성한 장녀였기에 왕실의 상속녀로 일찍부터 주목을 받았다. 스페인은 1474년에 이사벨 1세가 여왕으로 즉위한 이래 여성의 왕권 상속 전통이 유지되고 있었기 때문이다. 그녀는 어린 시절부터 프랑스 루이 14세와 혼담이 오고갔으나, 스페인은 같은 합스부르크 가문인 오스트리아의 페르디난트 왕세자와의 혼인에 더 무게를 두고 있었다. 만약 스페인 국왕 펠리페 4세가 후계없이 사망할 경우에 왕권이 같은 가문으로 넘어가길 바랬기 때문이다.
혼인을 통해 과거 카를 5세의 시대처럼 다시 동군연합이 탄생하여 옛 영광이 재현될 수도 있는 상황이었다. 그러나 왕세자 페르디난트가 1654년에 갑자기 사망하며 일이 꼬여버렸다. 프랑스와 스페인의 종전협의중에 마리테레즈와 루이 14세의 혼담이 본격적으로 논의되기 시작했는데, 펠리페 4세도 재혼한 왕비 마리아나로부터 1657년과 1658년에 왕자를 두명씩이나 얻었기 때문에 부담감은 적었다.

### 정략결혼

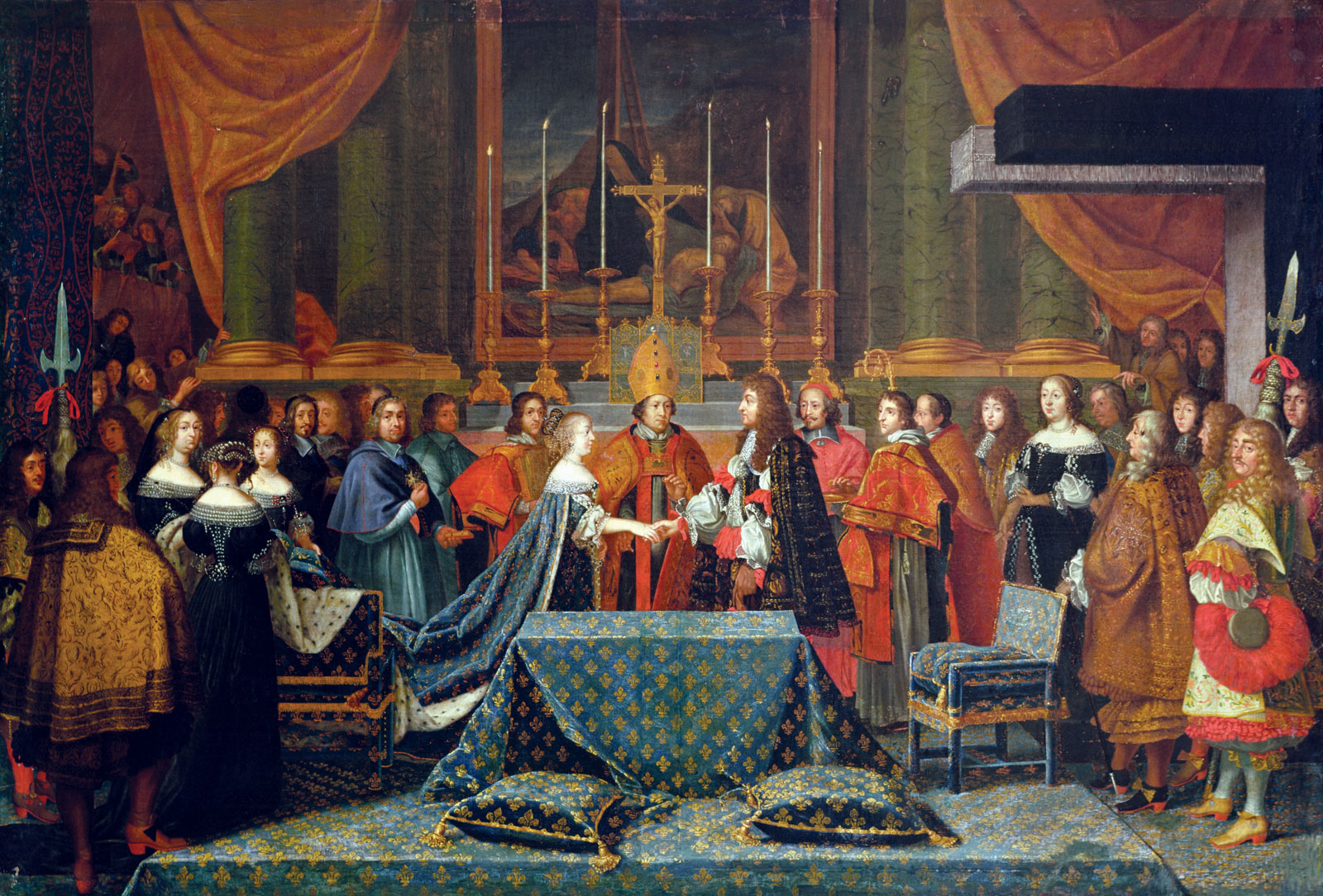
루이 14세와 마리 테레즈의 결혼식

스페인 펠리페 4세의 딸인 마리 테레즈와 1660년 6월 9일에 결혼하였다. 이는 1659년에 피레네 조약에 의거한 정략결혼이었다. 이 결혼은 루이 14세의 모후 안 도트리슈의 바램에 따라 이루어진 것이기도 했지만, 동시에 재상 마자랭의 정치적 판단에 의해 추진된 일이기도 했다. 프랑스는 지참금으로 50만 에퀴의 거금을 받기로 했다. 살리카 법을 적용하지 않았던 스페인에는 여성의 왕위계승권이 존재했는데, 모계혈통으로 이어질수 있는 스페인 왕위계승권을 프랑스 부르봉 왕실이 포기하는 대가였다. 그러나 그 당시 상황으로 볼때 오랜 전쟁으로 재정난을 겪고 있던 스페인 왕실은 거액의 지참금을 완불할 능력이 없었다. 1621년부터 네덜란드의 독립투쟁이 재개되었고, 1635년부터는 프랑스와, 1640년에는 포르투갈과 카탈루냐가 독립투쟁을 벌려 많은 재정이 소모되고 있었기 때문이다.
또한 스페인 합스부르크 왕가는 남성직계 혈통이 끊어질 확률이 높았다. 합스부르크는 가문의 통치권 유지 수단으로 조카와 삼촌(이모)간 또는 사촌간에 근친혼을 누대에 걸쳐 진행하였는데, 그로인해 유전적 장애를 가지고 태어나거나 장성하지 못하고 요절하는등 근친혼의 부작용이 심각한 상황에 도달해있었다. 피레네 조약을 체결한 1659년 당시, 54세였던 스페인 국왕 펠리페 4세는 2명의 왕비를 통해 12명의 아이를 낳았으나 10명이 요절했고 장성한 자녀는 딸 2명 뿐이었다.(카를로스 2세는 1661년에 태어났다.) 따라서 후계가 단절될 경우에 마리 테레즈와 같은 모계 혈통을 통해 그 후손에게 왕관이 돌아갈 가능성이 매우 높았다.
그 밖에도 지난 펠리페 2세 이후 스페인 합스부르크의 쇠락의 기미는 여러분야에 걸쳐서 너무나도 뚜렷하게 보였다. 이런 상황을 잘 꿰뚫어 본 마자랭의 노림수는 이후 그대로 맞아떨어졌다. 스페인은 지참금을 완불하지 못했으며 결국 카를로스 2세가 1700년에 사망한것을 끝으로 스페인 합스부르크의 남성직계가 단절되어 버렸다. 왕위계승전을 거치기는 했으나 스페인의 왕위는 마리 테레즈의 손자인 펠리페 5세로 이어졌으며 오늘날까지 프랑스의 부르봉 왕가가 계승하게 되었다.

## 직접 통치

### 친정의 시작
아버지를 일찍 여읜 루이는 프롱드의 난을 겪으며 불행한 어린 시절을 보냈다. 혼란함 속에서 체계적인 제왕학 교육을 받지는 못했다. 따라서 어머니 안 도트리슈와 마자랭의 영향을 많이 받았다. 특히 마자랭은 구체적으로 외교와 정치에 대해 가르쳤는데, 명석했던 루이는 이를 잘 받아들였고 진지하고 꼼꼼한 소유자로 성장했다. 1654년에 대관식을 가진후에도 국정은 모두 마자랭이 담당했었다. 그러나 1661년 3월에 마자랭이 죽자 루이 14세는 재상(수석대신) 제도를 폐지하고 직접 국정을 챙기며 실질적인 친정을 실시했다.
프롱드의 난으로 루이 14세가 얻은 교훈은 재상의 권력이 너무 강하면 국민의 저항을 일으킬 수 있다는 점이었다. 또한 허약한 왕권은 한없이 비참해질 수 있다는 점을 평생 잊지않으며 왕권강화에 힘썼다. 절대권력을 구축하기 위해 필요한 3대요소로 강력한 군대, 충직한 관료조직, 막강한 재정 확충이라는 판단하에 이를 위해 노력했다. 아울러 군대와 사법을 개혁해나갔다. 자신에게 반기를 들었던 귀족과 법관들을 신뢰하지 않았고 그들의 권력을 약화시키기 위해 노력했다. 귀족출신보다는 중산층 부르주아 출신을 중용하였고 행정과 관료조직을 체계화하고 강화하였다. 대법관, 재무총감, 국가비서, 국무대신들을 서로 견제하고 경쟁하도록 만들었다. 지방귀족들을 중앙으로 흡수하고 지방에는 지사를 임명하고 파견하여 중앙집권을 강화했다.

### 콜베르의 중상주의
마자랭이 사망한후 그의 부정축재 사실을 알고 부정부패에 대해 예민해진 가운데 푸케의 부정축재가 발각되자 그를 국고횡령죄로 구속한 뒤 반역죄를 뒤집어 씌어 종신형에 처하고 전재산을 몰수하였다. 1665년에 콜베르를 재무총감으로 임명하였는데, 그는 상업 부르주아 출신으로 통찰력이 있는 지성의 소유자로서 성실함을 바탕으로 왕실재정을 정비하고 국부를 증진시켜 루이 14세의 부국강병 정책에 실질적으로 큰 기여를 했다. 콜베르 주의라고도 불리었던 중상주의 정책을 통해 수출증대와 수입억제를 추진하고 수입관세인상, 국도와 운하 개통하여 상업을 촉진시켰다. 국립공장(고블랭)을 설립하여 공업진흥을 꾀하고 고동인도 회사를 설립하여 무역을 증진시켰으며 식민지 개척에도 노력하였다. 외국 기술자 유치하는등 공업발전을 꾀하였으며 농업증진을 위해 개간사업을 확대하고 관개시설을 확충하였다.
아울러 콜베르는 뛰어난 법률가들과 조카 퓌소를의 도움을 받아 법을 단순화하고 통일시켰다. 세금징수에는 총괄징세 청부제도를 도입하였다. 청부업자들이 국고에 돈을 선납한후 조세징수를 맡았는데, 이로 인해 국고수입은 1660년대에 4,500만 리브르에서 7,500만 리브르로, 1670년대에는 1억 리브르로 급증했다.

### 군대 개혁
콜베르의 아들 세뉼레을 통해 해군을 재건했다. 브레스트, 로슈포르, 툴롱을 군항으로 변모시켰고 1677년 116척의 전함과 83척의 소함정을 건조하여 실전에 배치했다. 갤리선 노잡이는 형벌을 통해 확보하였고 해안 주민에게 봉급과 물질적인 혜택을 주고 3년에 1년 꼴로 근무자를 충원했다. 해양학교를 만들어 수리학과 항해술을 교육하여 해군장교를 양성했다. 민간에는 특허장을 발행하여 사략선(Corsair ship) 운영을 허락 하기도 했다.
육군을 대대적으로 개혁했다. 영주의 사병이 아니라 국왕의 군대가 되도록 통합을 추진했으며 군의 기율을 바로 세웠다. 새로운 계급과 직책을 만들어 서열을 조정하고 진급제를 실시하였다.(1675년) 젊은 장교를 양성하기 위해 군사학교를 만들고 성 루이 십자무공훈장 등을 만들어 충성과 헌신에 대해 보상하였다. 부상 군인을 위한 병원을 파리에 세우고(1670년), 사병에 대한 처우를 개선해가며 병사모집에 노력하여 루이 14세 치세말기에 상비군이 약 40만명으로 늘어났다. 군의 근대화를 추진하여 무기를 개량하고 파리와 메스 등에 병영을 세웠으며 공병대도 창설하였다.

### 문학과 예술 후원

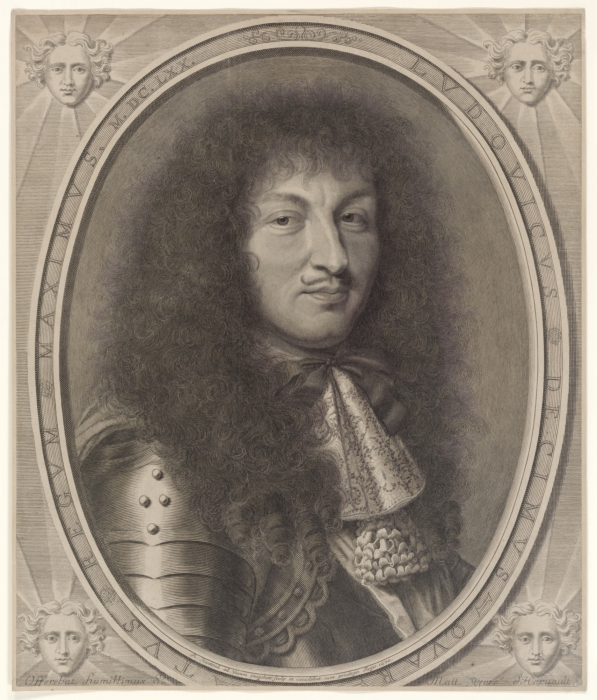
1670년의 루이 14세

문학과 예술을 후원하는데 많은 돈을 지출했다. 그는 자신의 후원 아래 프랑스 아카데미를 데려와 그 "보호자"가 되었다.  그는 또한 예술의 후원자를 운영하여 몰리에르, 샤를 르브룅과 장 바티스트 륄리 같은 문학과 문화적 인물들에게 자금을 조달하였다.  그것은 풍자 만화의 예술을 정복하고 작품들이 아직도 현대의 프랑스의 문학과 문화에 큰 영향을 미친 몰리에르, 그 조화, 단순함과 시에서 문체의 우아함이 예외적인 것으로 간주된 장 라신 혹은 작품들이 오늘날 프랑스 학생들의 세대들에 의하여 배워진 가장 유명한 프랑스의 우화 작가 장 드 라 퐁텐 같은 작가들과 함께 고전적 프랑스 문학이 번성했던 그의 지배와 후원 아래 있었다.  시각 예술도 또한 샤를 르브룅, 피에르 미냐르, 앙투안 크와즈보, 앙드레 르 노트르와 작품들이 유럽을 통하여 유명하진 자신 리고 같은 다양한 화가들을 루이 14세가 기금하고 위임한 것으로 그의 궁극적인 우원에서 찾아졌다.  음악에서 장 바티스트 륄리, 자크 샹피옹 드 샹보니에르와 프랑수아 쿠프랭 같은 작곡가와 음악가들도 현장을 점령했다.  쿠프랭의 유명한 책 〈L'Art de toucher le clavecin〉이 요한 제바스티안 바흐, 요한 슈트라우스와 모리스 라벨에 거대하게 영향을 주었던 동안 륄리는 프랑스에 오페라를 소개하여 프랑스 오페라를 창립하였고, 몰리에르와 함께 〈Comédie-Ballet〉를 대중화 하였다.
그는 또한 많은 다른 왕실 거주지들은 물론 루브르 궁전을 향상시키기도 하였다.  원래 루브르 궁전에 추가들을 계획했을 때 루이 14세는 건축가로서 잔 로렌초 베르니니를 기용하였다.  하지만 루브르를 위한 그의 계획들은 많은 기존 구조의 파괴를 촉구하여 그것을 파리의 중심지에서 가장 어색해 보이는 이탈리아식 여름 별장과 함께 대체하였다.  자신의 장소에서 루이는 루브르 궁전의 "페로 익면"이 널리 알려진 프랑스의 건축가 클로드 페로를 선택하였다.  그늘진 공허를 대고, 양쪽 끝에 대형 천막이 있으면서 지하 1층의 단순함은 율동적으로 짝을 이루는 코린트식의 기둥에 의하여 시작되며 뚜렷하게 비프랑스적 고전적인 지붕으로 왕관이 씌어졌다.  중앙을 통하여 박공벽이 있는 개선문 입구를 일으켰다.  페로의 절제된 고전화 바로크 건축의 루브르 궁전은 오랜 세월 동안 유럽과 아메리카를 통하여 웅대한 건물의 모델을 제공하려고 했다.

## 대외 전쟁

### 저지대 국가와의 전쟁

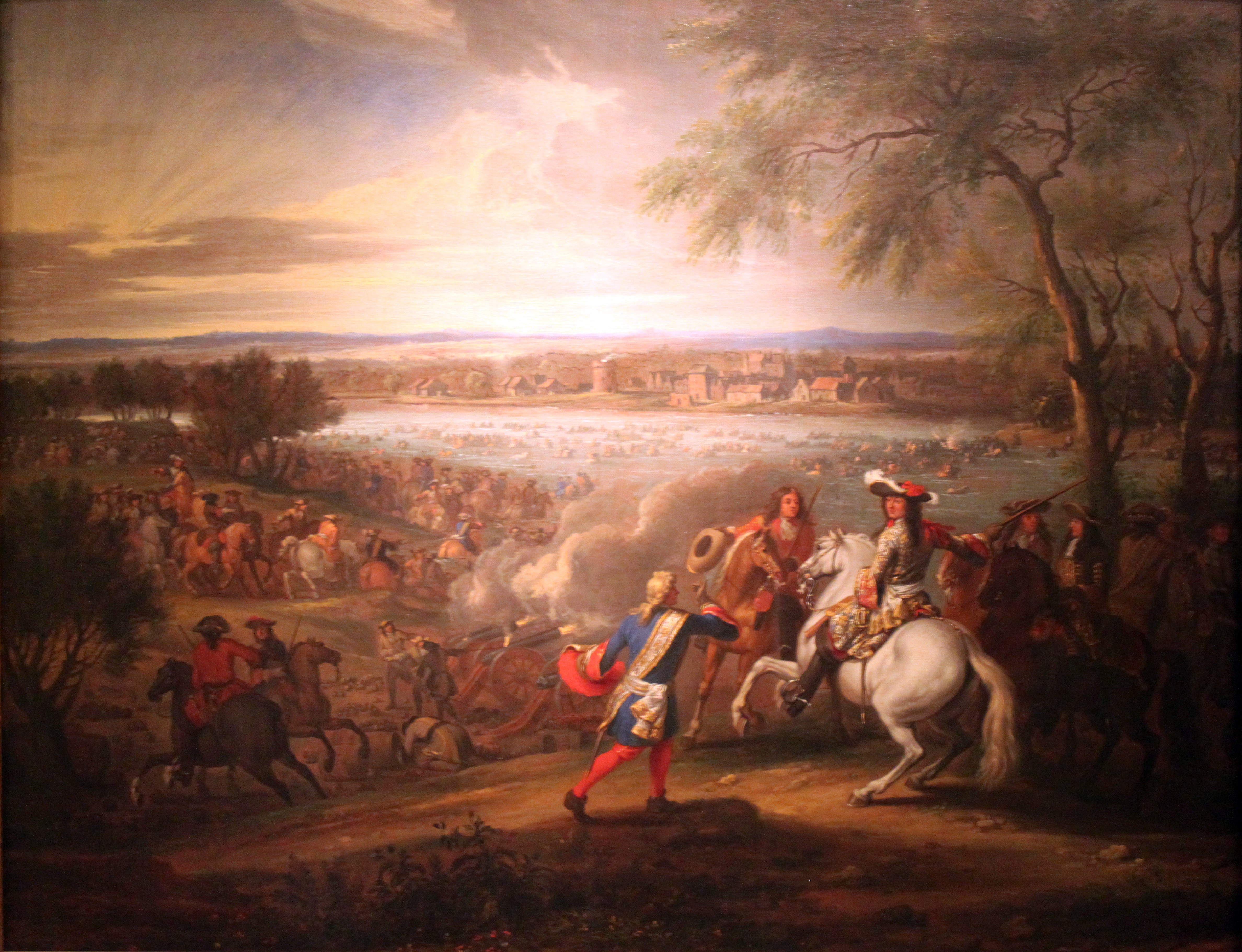
프랑스-네덜란드 전쟁 때 로비트에서 라인강을 건너는 루이 14세와 그의 군대

루이 14세의 장인이자 외삼촌 스페인의 펠리페 4세가 1665년에 사망한 후, 펠리페 4세의 두번째 부인이 낳은 아들이 스페인의 카를로스 2세가 되었다. 루이 14세는 저지대 국가에서 스페인의 국왕이 지배한 영토 브라반트가 자신의 부인이자 카를로스 2세의 이복 누이 마리아 테레지아에게 귀속되었다고 주장하였다. 루이 14세는 브라반트의 관습은 자녀가 부친의 결혼생활로부터 고통을 겪지 않도록 요구하여 이런 까닭에 두번째 혹은 그 후의 결혼생활의 자녀들에 상속에 우선권을 가진다는 것을 논하였다. 루이는 개인적으로 1667년에 터진 이어지는 상속 전쟁의 캠페인들에 참가하였다.
네덜란드 공화국의 내부의 문제들은 저지대 국가에 루이 14세의 설계들을 원조하였다. 당시 네덜란드 공화국의 저명한 정치인 요한 더빗은 공화국에서 통제권을 장악하려고 하면 최고 권력의 더빗을 박탈하고 오라녜나사우가를 복구하는 게 추구했던 빌럼 2세가 지금까지 자신이 죽을 때까지 누렸던 영향력을 행사하기 위해 어린 윌리엄 3세의 야망을 두려워했다.  그러므로 더빗과 오라녜의 빌럼의 지지자들 각각 "국가당" 파벌과 "오라녜" 파벌 사이에 내부 갈등에 네덜란드 공화국과 함께 지지된 네덜란드와 제2차 영란 전쟁에 잉글랜드가 몰두하면서 양국 사이에 조인된 조약들의 조건에 따라 그들의 동맹 루이 14세에 의하여 프랑스는 플랑드르와 프랑슈콩테를 둘다 쉽게 정복하였다.  프랑스의 빠른 성공과 미래에 관한 겁에 질린 네덜란드 공화국은 자신들의 옛 친구들에 눈을 돌려 잉글랜드와 차이점을 제쳐 두고, 스웨덴에 의하여 가입되었을 때 1668년 3국 동맹을 형성하였다.  전쟁의 퍼짐의 위협에 직면하고 황제와 스페인 계승 전쟁을 분할한 비밀적인 조약을 맺었고 다른 주요 청구인 루이 14세는 평화를 만들기로 동의하였다.  엑스라샤펠 조약의 조건 아래 프랑스는 릴의 거대한 요새를 포함한 플랑드르를 계속 유지하였으나 프랑슈콩테를 스페인에게 돌려주었다.
3국 동맹은 오래가지 않았다.  1670년 프랑스의 뇌물과 연금에 의하여 이끌린 찰스 2세는 도버 밀약을 맺어 프랑스와 동맹으로 들어갔으며 어떤 라인란트 독일의 왕자들과 더불어 2개의 왕국은 1672년 네덜란드 공화국에 전쟁을 선언하여 프랑스-네덜란드 전쟁을 촉발하였다.  빠른 침입과 네덜란드의 대부분의 점령은 더빗을 쓰러뜨리고 윌리엄 3세가 권력을 장악하도록 허용한 쿠데타를 일으켰다.  윌리엄 3세는 스페인, 황제와 제국의 나머지와 함께 동맹으로 들어갔으며 1674년 잉글랜드와 화약이 맺어져 전쟁으로부터 잉글랜드가 전쟁에서 물러나고 윌리엄 3세과 찰스 2세의 조카딸 메리 공주 사이의 결혼의 결과를 가져왔다.  그해 저지대 국가에 있던 동안 자신의 측면에서 제국의 진격 가능성에 직면한 루이 14세는 더욱 방어가 가능한 위치들로 자신의 군대에 철수를 명령하였다.
이 외교적과 군사적 반전들에 불구하고 전쟁은 반대 연합의 압도적인 세력에 대항한 찬란한 프랑스군의 승리들과 함께 지속되었다.  루이 2세 부르봉콩데가 오라녜공 아래 오스트리아, 스페인과 네덜란드의 부대들과 함께 한 훨씬 더욱 크게 결합한 군대를 꺾은 동안 1674년 몇주 안에 프랑슈콩테의 스페인 영토는 프랑스군에게 떨어져 파리에 내려오지 못하도록 방지하였다.  1674년 ~ 75년의 겨울에 가장 대담하고 화려한 캠페인을 통하여 우세한 튀렌 자작 앙리 드 라 투르 도베르뉴가 라이몬도 몬테쿠콜리 아래 제국군들에 패배를 안겨 그들을 알자스의 외부와 라인강을 건너 그들을 다시 몰아냈고 루이 14세를 위하여 지방을 회복하였다.  전쟁의 말기를 향하여 가장, 행렬 그리고 반대 행진의 일련을 통하여 루이 14세는 프랑스에 전쟁 선언으로부터 찰스 2세와 그의 잉글랜드 의회를 단념시키고 아주 우월한 위치에 협상 탁자로 동맹국들을 끌어들이는 데 자신을 허용한 활동으로 헨트를 포위하고 점령하는 데 자신의 군대를 지도하였다.  6년 후에 유럽은 전쟁에 의하여 지쳤고, 1678년 네이메헌 조약과 함께 동행된 평화 협상들이 시작되아써다.  루이 14세가 포획한 네덜란드의 영토를 반환했던 동안 그는 스페인령 네덜란드에서 더 많은 도시들과 관련 토지를 얻었고, 몇주 안에 루이와 그의 군대에 의하여 포획된 프랑슈콩테를 유지하였다.  자신이 훨씬 더 어마어마했던 요구할 수 있던 위치에 있으면서 루이의 활동들은 승리에서 자신의 절제의 미덕의 증거로서 축하가 벌여졌다.

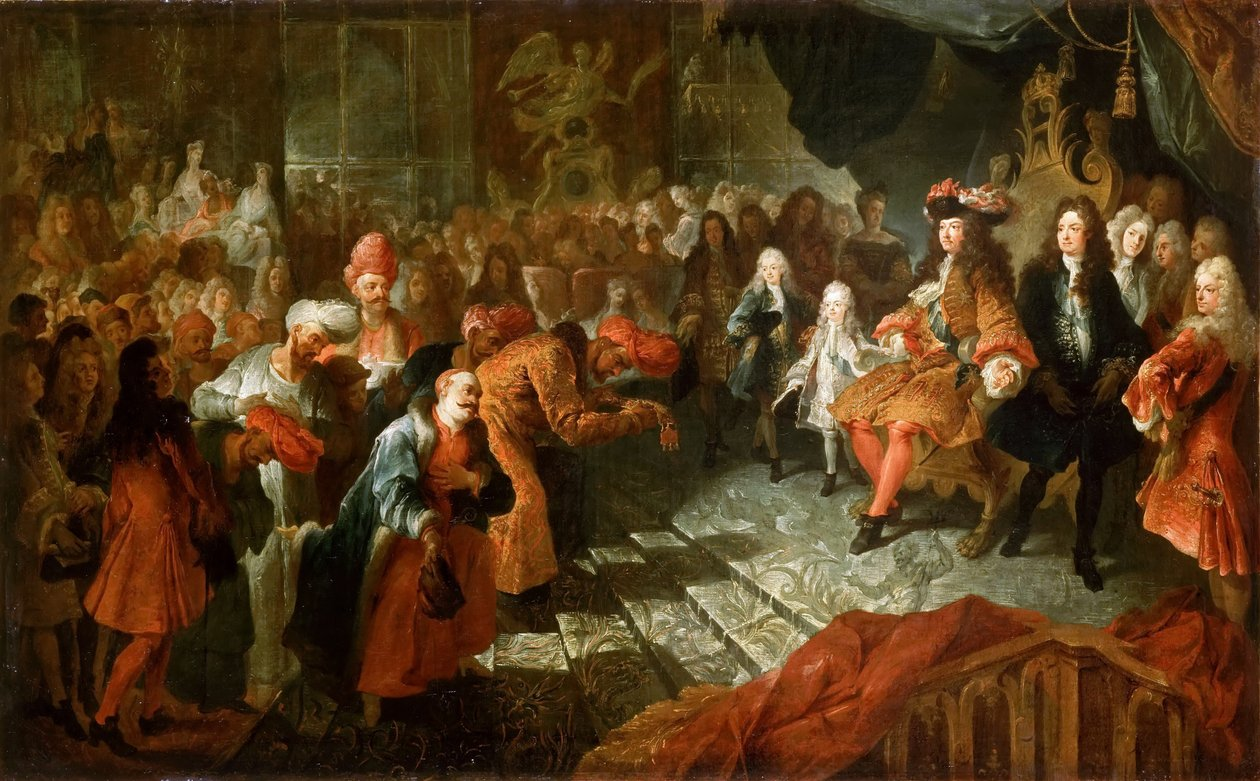
술탄 후사인에 의하여 루이 14세에게 보내진 페르시아 사절단

네이메헌 조약은 유럽에서 프랑스의 영향력을 더욱 증가시켰으나 루이 14세를 만족시키지 않았다.  국왕은 1679년 자신의 외무 장관 시몽 아르노 드 퐁폰이 동맹국들과 너무 많은 타협을 했다고 여겨지고, 지나치게 평화주의자였기 때문에 그를 해고하였다.  루이 14세는 또한 자신의 군대를 유지하였으나 순전히 군사적 행동을 통하여 자신의 주장을 추구하는 대신 그는 더욱 나가서 영토 확대를 달성하는 데 사법 절차를 이용하였다.  당시의 조약들의 애매모호한 성격 덕분에 루이는 영토들에게 이전적으로 속했던 전체의 종속성과 토지와 더불어 양도해야 할 이전의 조약들에서 자신에게 양도된 것을 주장할 수 있었으나 평화 조약들에서 실제로 규정되어 있던 세월에 분리되었다.  프랑스의 재결합 회의소가 이전적으로 프랑스에 속했던 것을 확인하는 데 임명되었으며, 프랑스군이 후에 그들을 점령하였다.  이 적은 영토들의 병합은 세바스티앙 르 프레스트르 드 보방에 의하여 제안된 더욱 방어적인 전선 "pré carré" (광장 초원)를 프랑스에게 주는 데 제안되었다.  루이는 북부 이탈리아의 중심에 포강 유역으로 자신에게 접근할 수 있는 기회를 준 카살레는 물론 전선에 그 전략적인 공격과 방어적 자리를 위하여 룩셈부르크 같은 도시들을 얻는 데 추구하였다.  루이는 또한 다양한 제국 군대들이 프랑스를 침입하는 데 이전의 전쟁들에서 라인 강을 건넌 것을 통하여 중요한 전략적 전초 기지 스트라스부르를 얻는 데 희망하였다.  스트라스부르는 알자스의 일부였으나 베스트팔렌 조약에서 합스부르크 통치의 알사스의 나머지와 함께 양도되지 않았다.  그럼에 불구하고 그것은 1681년 루이의 새로운 법적 구실 아래 프랑스군에 의하여 영유되었고 룩셈부르크와 카살라 같은 다른 점령된 영토들과 더불어 레겐스부르크 휴전에 의하여 20년 동안 프랑스에게 양도되었다.

### 아우크스부르크 동맹전쟁

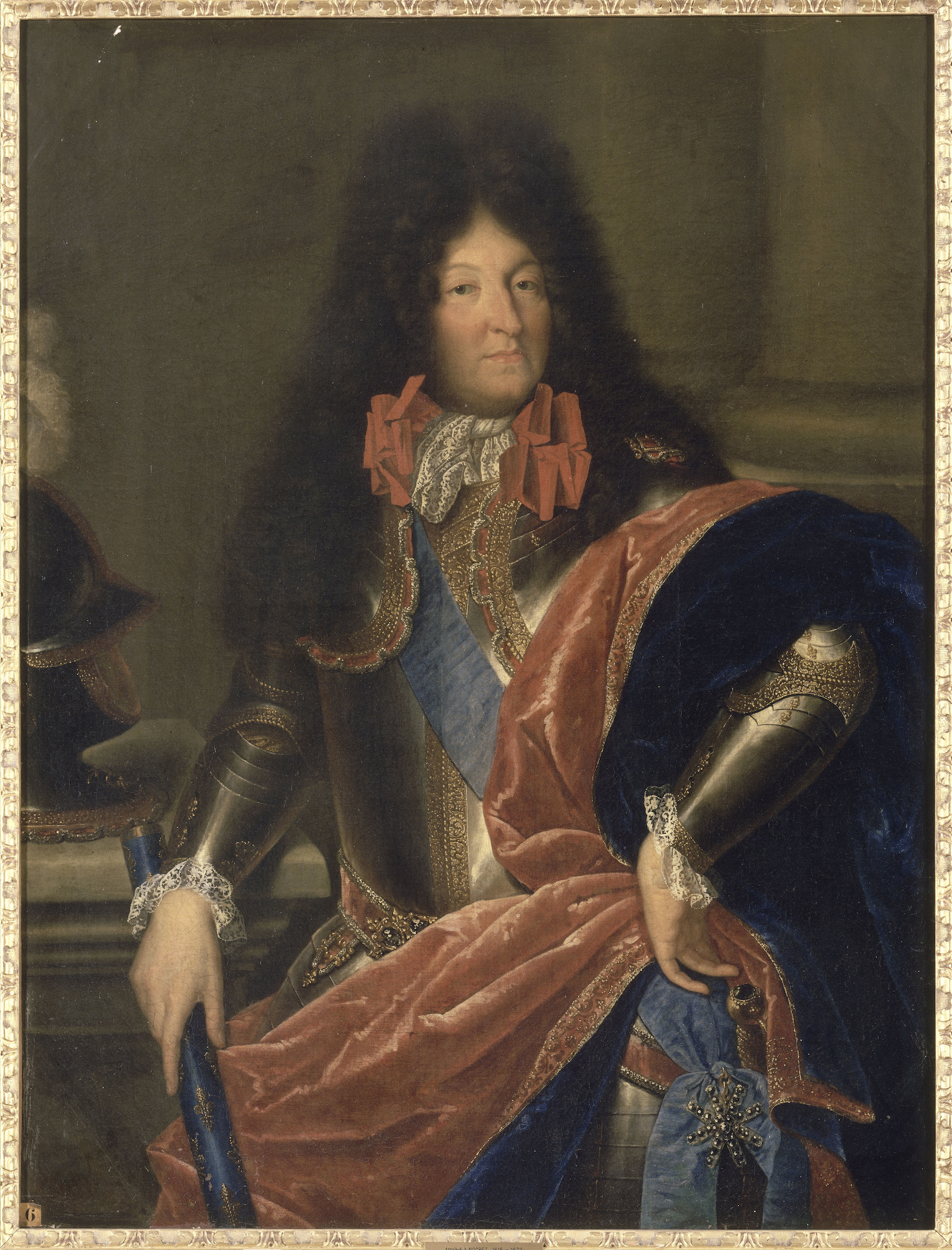
1690년의 루이 14세

낭트 칙령의 폐지의 더 넓은 정치적 그리고 외교적 결과는 하지만 개신교 국가들에서 증가한 반프랑스 감정의 도발이었다.  1686년 가톨릭과 개신교 둘다의 통치자들은 표면적으로 라인 강을 보호하는 데 방어 조약이나 실제로 프랑스에 대항하는 공세 동맹인 아우크스부르크 동맹에 가입하였다.  연합은 신성 로마 제국 황제와 제국의 일부를 형성한 몇몇의 독일의 주들 - 가장 주목할 만한 팔츠, 바이에른과 브란덴부르크를 포함하였다.  네덜란드, 스페인과 스웨덴도 또한 동맹에 고수하였다.
루이 14세는 만료된 계수의 주장을 인식할 뿐만 아니라 레겐스부르크 휴전을 비준하고 합병된 영토들의 자신의 소유를 확인하는 데 독일의 왕자들에 대한 최후 통첩 후 1688년 팔츠로 자신의 군대를 보냈다.  표면상 군대는 팔츠에 루이 14세의 계수 엘리자베스-샤를로트 오를레앙 공작 부인의 주장을 지지하는 임무를 가졌다.  (오를레앙 공작 부인의 오빠 팔츠 선제후 카를 2세는 1685년에 사망하였고 헌신적인 왕관이 그녀에게 갔으나 가족의 후배 노이부르크 지부에게 갔다)  하지만 침입은 외교적 압력 적용의 실제 목표를 가졌고 동맹을 떠나는 데 팔츠를 강요하여 동맹을 약하게 하였다.
루이 14세의 활동들은 신성 로마 제국 황제 뒤에 독일의 왕자들을 통합하였다.  루이는 가톨릭 군주 제임스 2세 아래의 잉글랜드가 중립을 유지할 것을 기대하였다.  하지만 1688년 명예혁명은 제임스 2세의 폐위와 그의 딸이자 그녀의 남편 윌리엄 3세와 공동 통치한 잉글랜드의 메리 2세에 의하여 그의 대체에 결과를 가져왔다.  네덜란드 전쟁이 일어난 동안 동안 윌리엄 3세가 루이 14세에 대한 적개심을 키우면서 그는 잉글랜드를 당시 대동맹으로 알려진 아우크스부르크 동맹으로 밀어 넣었다.

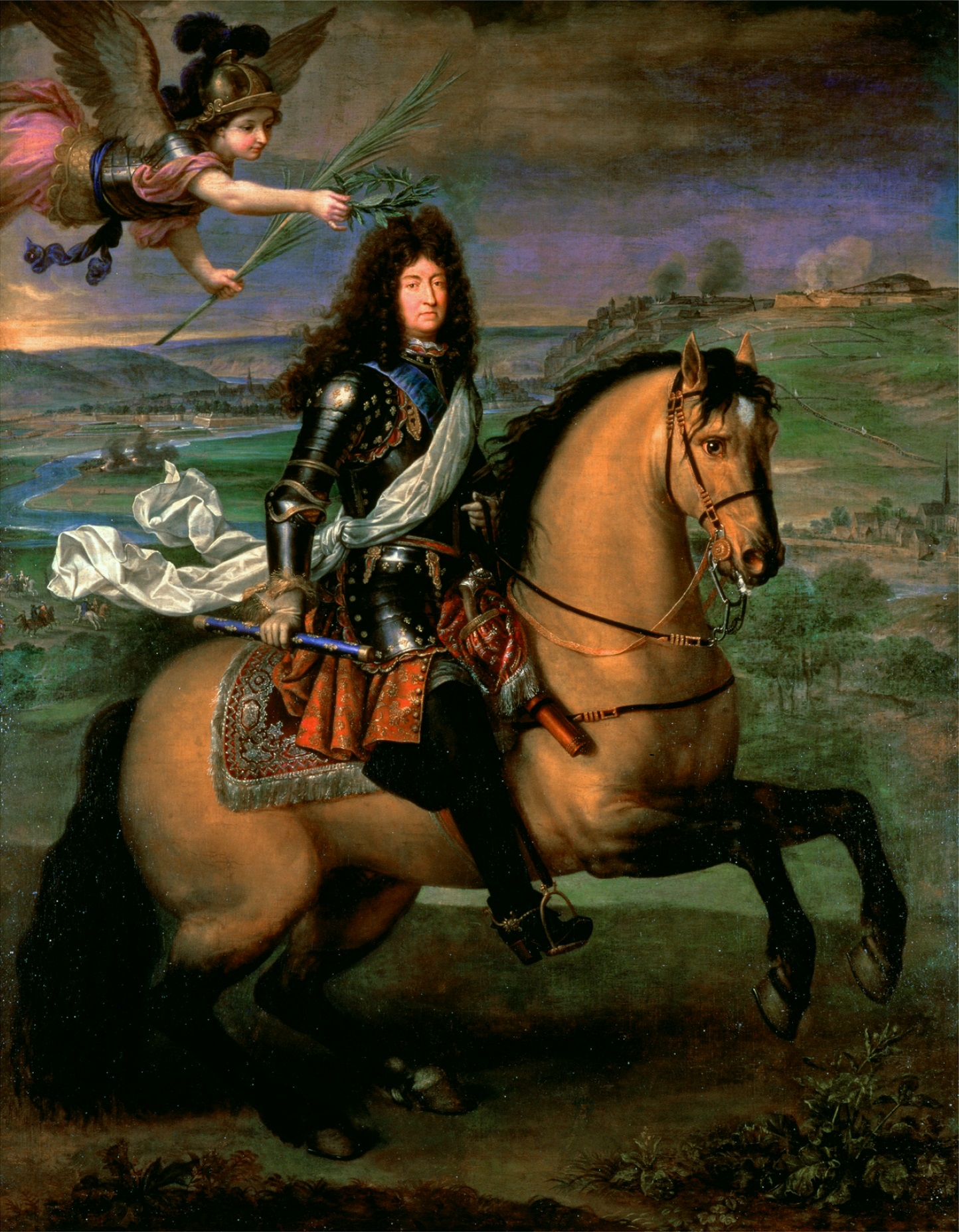
나뮈르의 포위 공격에서 (1692년)

9년 전쟁 (1688년 ~ 1697년)의 캠페인들은 정통적으로 프랑스에게 유리하게 진행되었다.  많은 제국군들이 아직도 오스만 제국을 싸우는 것에 집중을 하고 정통적으로 프랑스군보다 훨씬 늦게 현장에 가면서 신성 로마 제국의 군대들은 효과가 없음을 증명하였다.  그러므로 프랑스는 공해와 식민지들에서 뿐만 아니라 북부에서 플랑드르부터 동부에서 라인 강 유역, 남부에서 이탈리아와 스페인까지 일련의 승리를 축적할 수 있었다.  루이 14세는 제임스 2세가 영국의 왕관을 다시 얻는 시도에 그를 원조하였으나 스튜어트가의 국왕은 성공하지 못하여 1690년 보인강 전투가 일어난 1년 후 아일랜드 왕국에서 자신의 마지막 요새를 잃었다.  윌리엄파의 잉글랜드는 그러고나서 대륙에 전쟁으로 더욱 많은 기금과 군대를 헌신할 수 있었다.  그럼에 불구하고, 유럽의 대부분을 둘러싼 반대 연합의 규모에 불구하고 루이 2세 드 부르봉콩데의 유명한 제자 프랑수아 앙리 드 몽모랑시뤽상부르 공작 아래 플랑드르에서 프랑스군은 스텡케르크 전투 (1692년)과 네르빈던 전투 (1693년)는 물론 보인강 전투와 같은 해에 플뢰뤼스 전투에서 동맹군을 분쇄하였다.  루이 14세의 개인적 감독 아래 프랑스군은 1691년 몽스와 1692년 지금까지 난공불락의 나뮈르 요새를 포획하였다.  그러므로 네르빈던에서 승리 후에 1693년 뤽상부르 공작의 샤를루아 포획 후에 프랑스는 비토리오 아메데오 1세 디 사보이아 공작 아래 동맹군에 승리를 거두어 그의 영토를 넘어서 그의 효과적인 명령에 따라 단지 토리노를 주위로 영토를 줄였다.  남동부에서 피레네산맥을 따라 테르강 전투는 카탈루냐를 프랑스의 침입으로 열었다.  1690년 비치헤드 전투에서 프랑스 해군의 승리는 1692년 플뢰뤼스와 라오그 전퉁들에서 영국-네덜란드 해군의 승리에 의하여 상쇄되었다.  하지만 어느쪽도 상대의 해군을 전체적으로 물리칠 수 없었다.  전쟁은 1696년 사보이아 공작이 프랑스와 별도의 평화와 이어지는 동맹을 맺을 때까지 4년간 지속되어 밀라노 공국의 포획에서 그들의 포로로 가담하기로 약속하고 이탈리아에서 다른 군대를 강화하는 데 프랑스 군대를 허용하였으며 이 강화된 군대들 중의 하나는 바르셀로나를 포획한 스페인군이었다.
9년 전쟁은 결국적으로 1697년 레이스베이크 조약과 함께 끝났다.  루이 14세는 룩셈부르크와 1679년 네덜란드 전쟁의 말기 이래 자신이 장악한 전체의 다른 영토들을 항복하였으나 스트라스부르를 유지하여 라인 강을 프랑스와 신성 로마 제국 사이의 국경으로서 확신하였다.  그는 또한 퐁디셰리와 아카디아의 반환은 물론 자신의 자신의 지금까지 아이티의 사실상 소유의 법률상 인정을 얻었다.  루이는 또한 윌리엄 3세와 메리 2세를 영국과 아일랜드의 공동 군주로 인식할 것을 약속하였고, 그가 더 이상 제임스 2세를 보조하지 않을 것에 그들을 확신시켰으며 동시에 그는 금전적 보상의 대가로 쾰른 선제후국에서 개입과 팔츠에 주장들을 포기하였다.  하지만 그는 내부 경쟁자들을 조작하고 회원국을 의심하면서 아우크스부르크 동맹의 해산을 확보하였고, 그렇게 해서 그는 아무도 스스로 상태가 프랑스를 감당할 수 있었던 이래 자신의 적들을 나누었고 그들의 권력을 깼다.  스페인은 이 전쟁과 저지대 국가에서 이전의 전쟁 둘다에서 카탈루냐와 잃었던 많은 영토들을 회복하였다.  루이 14세는 로렌을 그녀의 공작에게 돌려주었으나 언제든지 프랑스의 통과를 허용하고 공작의 정치적 기동성을 엄격하게 제안한 조건에서였다.  네덜란드인들은 프랑스의 가능한 침략으로부토 자신들을 보호하는 데 스페인령 네덜란드에서 요새들을 수비하는 것이 허용되었다.  조약의 관대한 조건들은 결국적으로 스페인의 국왕 카를로스 2세가 필리프 드 프랑스 앙주 백작 (루이의 손자)를 자신의 상속인으로 선언할 것으로 이끌 친프랑스 감정을 키우는 데 꾸며진 스페인에게 양보로 간주되었다.  게다가 레이스베이크 조약에서 그런 불리해 보이는 조건에도 불구하고 프랑스의 영향력은 루이 14세가 자신의 사촌 프랑수아 루이 드 부르봉 콩티 공에게 폴란드의 왕관을 제공할 수 있어 폴란드 하원에 의하여 그를 정당하게 선출하고 폴란드의 대주교 미하우 라지에요프스키에 의하여 폴란드의 국왕으로 선언되면서 전체의 유럽에서 여전히 그런 높이에 있었다.  하지만 콩티 공의 왕위를 주장하는 폴란드에게 진행하는 데 그의 지연은 그의 라이벌 작센 선제후 아우구스트 2세가 왕좌를 차지하고 스스로 왕위에 오르는 것을 허용하였다.

### 스페인 왕위계승전

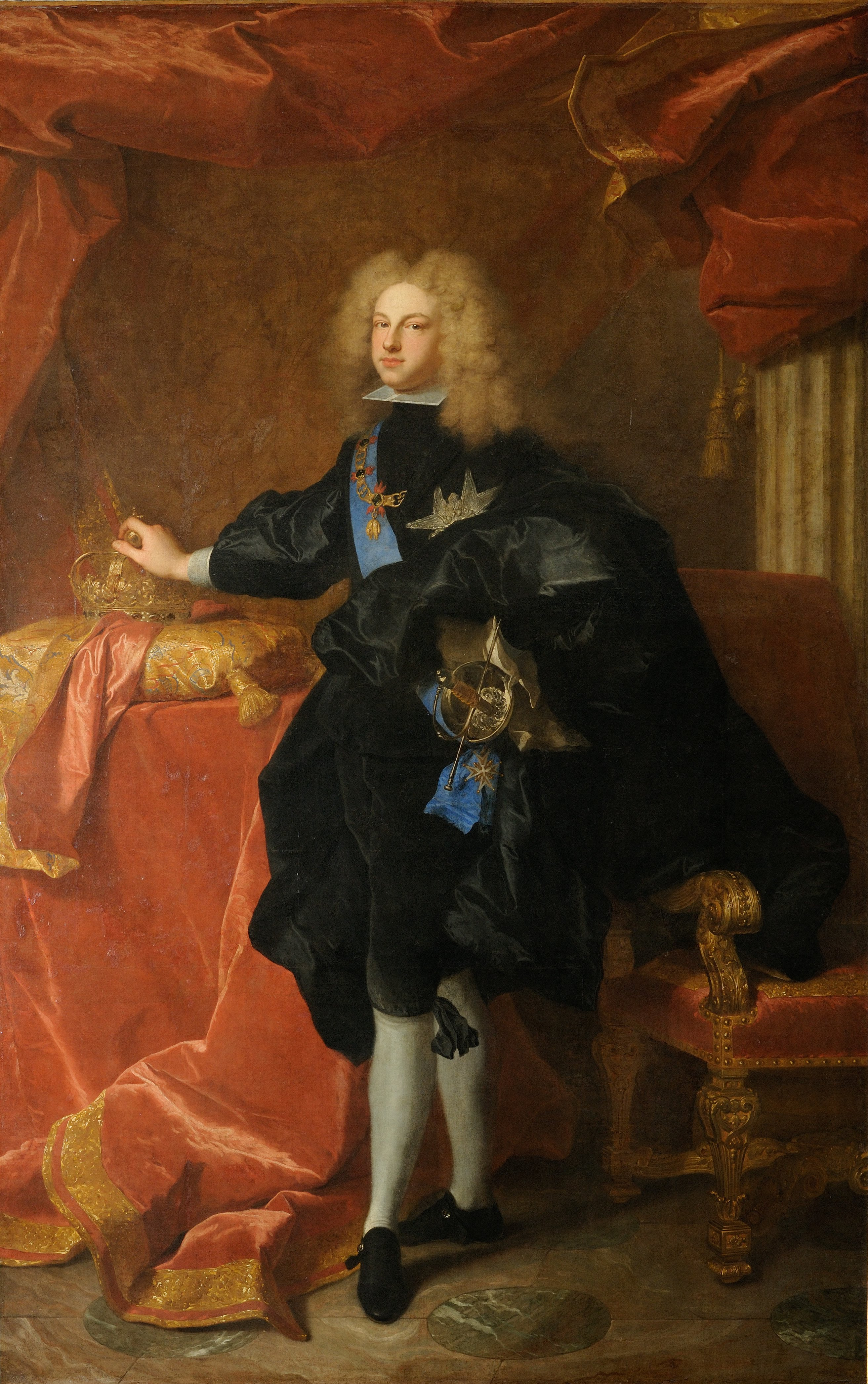
펠리페 5세

레이스베이크 조약에 이어 스페인 군주에게 승계의 중대한 문제가 유럽의 외교 정세를 지배하였다.  심각한 무력화의 스페인 국왕 카를로스 2세는 상속인을 낳을 수 없었다.  스페인의 계승은 스페인 뿐만 아닌 나폴리 왕국, 시칠리아 왕국, 밀라노 공국, 스페인령 네덜란드와 다양한 식민지 제국 - 모두에서 22개의 다른 영역을 다스린 카를로스 2세를 위하여 많이 찾는 상을 제공하였다.
프랑스와 오스트리아는 둘다 스페인의 왕족에게 가까운 가족 관계를 가진 왕좌에 대한 주요 주장자들이었다.  프랑스의 요구자 당주 공작 필리프 (후에 스페인의 펠리페 5세)는 스페인의 펠리페 3세의 맏딸 안 도트리슈의 증손자이자 펠리페 4세의 맏딸 마르가리타 테레사 데 에스파냐 왕녀의 손자였다.  하지만 마르가리타 테레사의 경우 그들의 포기와 함께 왕족에게 상속을 가로막는 유일한 장벽은 조약의 다른 조건들이 스페인에 의하여 성취되지 않으면서 법적으로 무효였다.  신성 로마 황제 레오폴트 1세의 작은 아들 카를 6세 (이후의 신성 로마 황제)가 펠리페 3세의 막내딸이었던 그의 친조모 마리아 아나 데 에스파냐 왕녀를 통하여 왕위를 주장하였으며 하지만 이 주장은 어떤 포기로도 더럽혀졌다.  하지만 장자의 법칙에 순전히 기반으로 프랑스는 자신들이 맏딸들로부터 파생되었던 이래 최고의 주장들을 가졌다.
많은 유럽의 권력들은 만약 프랑스 혹은 신성 로마 제국이 스페인을 다스리러 왔다면 유럽에서 권력의 균형이 위협을 받을 것에 두려워하였다.  그러므로 네덜란드인과 잉글랜드인들은 신성 로마 황제 레오폴트 1세의 첫 부인 펠리페 4세의 어린 딸 마르가리타 테레사 데 에스파냐 왕녀를 통하여 그의 손자였던 또다른 후보 요제프 페르디난트 바이에른 왕자을 오히려 좋아했다.  헤이그 조약의 조건들 아래 그것은 프랑스와 오스트리아의 왕조들 사이에 나누어진 이탈리아와 저지대 국가에 영토들과 함께 바이에른 왕자가 스페인을 상속받을 것이 동의되었다.  하지만 스페인은 상의하지 않았고 그 제국의 분열을 강력히 반대하였다.  스페인의 궁정은 스페인 제국의 전체를 유지하는 것을 주장하였다.  1698년 조약이 카를로스 2세에게 알려지게 되었을 때 그는 요제프 페르디난트를 자신의 유일한 상속인으로 삼아 그에게 전체의 스페인의 유산을 할당하였다.
6개월 후 천연두가 바이에른 왕자를 주장했을 때 전체 문제가 다시 열렸다.  스페인 궁정은 한 우두머리 아래 통일된 광대한 제국을 지키는 것에 의도였고 프랑스 혹은 오스트리아의 왕가 어느 쪽이던 그런 목표가 회원을 선택해야만 달성될 수 있다는 것을 인정하였다.  자신의 독일인 부인의 압박으로 카를로스 2세는 오스트리아의 왕가를 선택하여 황제의 어린 아들 카를 대공을 삼았다.  스페인의 결정을 무시한 루이 14세와 윌리엄 3세는 두번째 조약을 맺어 루이 14세의 맏아들과 후계자 루이 드 프랑스 도팽 드 비에누아가 사보이 혹은 로렌을 위하여 이탈리아에 있는 영토들을 교환하는 마음과 함께 그것들을 물려받으려고 하는 동안 카를 대공이 스페인, 저지대 국가와 스페인의 식민지들을 차지하는 데 허용하였다.
1700년 자신이 임종을 맞이했을 때 카를로스 2세는 예기치 않게 사건에 개입하였다.  그는 프랑스 혹은 신성 로마 제국 어느 한쪽과 함께 연합하는 것으로부터 스페인을 방지하려고 노력했으나 프랑스의 우월한 무기에 관한 자신의 과거 경험에 근거를 두었고 프랑스를 제국 전체를 보존하는 것에 더욱 유능한 것으로 숙고하였다.  그러므로 전체의 스페인의 계승은 도팽의 어린 아들 앙주 백작 필리프에게 제공될 것이었다.  그의 거부 혹은 수락 불가능의 경우 도팽의 셋째 아들 베리 백작 샤를에게, 그리고 그후에 카를 대공에게 제공될 것이었다.  만약 이 왕자들이 왕관을 거부하였다면 스페인 왕가과 거리가 먼 사보이아가에게 제공될 것이었다.
그러므로 루이 14세는 어려운 선택을 향하였는 데 그는 유럽에서 분할과 가능한 평화로 동의할 수 있거나 혹은 전체의 스페인의 계승을 받아들일 수 있으나 다른 유럽의 국가들을 소외시켰다.  루이 14세는 원래 윌리엄 3세에게 그들의 이전 조약과 스페인의 자치권을 분할에 관한 조건들을 자신이 이행할 것을 납득하였다.  하지만 후에 콜베르의 조카 토르시 후작 장바티스트 콜베르가 만약 프랑스가 스페인의 계승의 일부를 수락하더라도 신성 로마 제국과 전쟁이 거의 확실하게 일어날 것을 루이 14세에게 조언하였고, 윌리엄 3세는 전쟁을 이루는 것이 아닌 피하는 데 자신이 헤이그 조약을 맺었다는 것을 매우 명확히 하여 이런 까닭에 그는 그 조약들에 의하여 그녀에게 주어진 영토들을 얻기 위하여 전쟁에서 프랑스를 원조하지 않으려고 했다.  루이 14세는 만약 전쟁이 어떤 경우에 발생했다면 그것은 스페인의 계승의 전체를 받아들이는 데 더욱 수익성일 것을 동의하였다.  따라서 카를로스 2세가 1700년 11월 1일에 사망했을 때 앙주 백작 필리프가 국왕 펠리페 5세가 되었다.

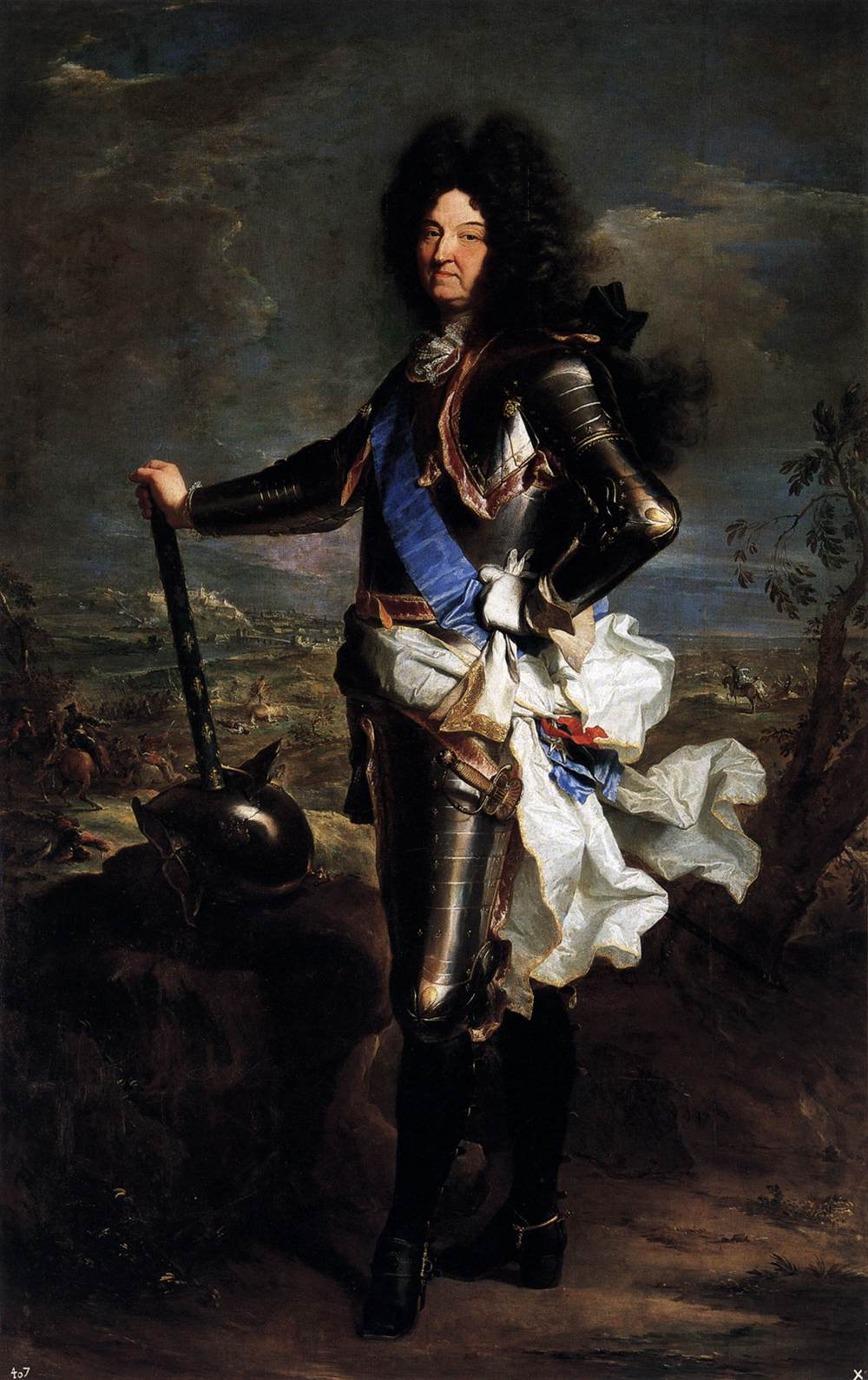
1701년의 루이 14세

루이 14세의 상대들은 마지못해 펠리피 5세를 스페인의 국왕으로 받아들였다.  하지만 루이 14세는 너무 조급하게 행동하였다.  1701년 그는 영국의 무역을 위하여 잠재적으로 해로운 결과와 함께 스페인 식민지들로 흑인 노예들을 파는 허가인 "니그로 동의서" (Asiento de Negros)를 프랑스로 옮겼다.  게다가 루이 14세는 제임스 2세의 사망에 윌리엄 3세를 영국과 아일랜드의 국왕으로서 인정하는 데 중지하여 대신 제임스 2세의 아들이자 사실 상속인 제임스 프랜시스 에드워드 스튜어트를 찬사하였다.  더욱 나가서 루이 14세는 펠리페 5세에게 충성도를 확보하고 프랑스의 잠재적인 공격으로부터 네덜란드 공화국을 보호하는 장벽의 일부로서 네덜란드군에 의하여 주둔된 스페인의 요새들을 수비하는 데 스페인령 네덜란드로 군대를 보냈다.  결과는 둘다 윌리엄 3세의 지배 아래 있던 네덜란드 공화국과 영국의 추가 소외였다.  따라서 또다른 대동맹은 영국, 네덜란드 공화국, 황제와 신성 로마 제국 안에 있는 사소한 주들 사이에 형성되었다.  하지만 프랑스의 외교는 루이 14세와 펠리페 5세, 바이에른, 포르투갈과 사부아를 위하여 동맹국으로 확보하였다.
후속의 스페인 왕위 계승 전쟁이 루이 14세의 남은 통치 기간의 대부분 동안 지속되었다.  그것은 전쟁이 공식적으로 선언되기 전에도 이탈리아에서 제국의 침략과 함께 시작되었다.  프랑스는 어떤 시조거 성공을 가졌으며 빈을 거의 포획하였으나 뿐만 아니라 라미예 전투, 토리노 전투와 오우데나르데 전투 같이 다른 반전은 물론 1704년 8월 13일 블레넘 전투에서 제1대 말버러 공작 존 처칠과 외젠 드 사부아카리냥 공자의 승리는 프랑스의 무적의 신화가 깨졌다는 것을 보여주었다.  기근과 늘어나는 부채와 결합된 군사적 패배들은 프랑스를 방어적인 자세로 몰아넣었다.  바이에른은 전쟁에서 쫓겨났으며 팔츠와 오스트리아 사이에 분할되었고, 막시밀리안 2세 에마누엘 폰 바이에른 선제후는 블레넘 전투에 이어 그 정복 후 스페인령 네덜란드로 달아나는 데 강요되었다.  포르투갈과 사부아는 이후 상대편으로 넘어갔다.  전쟁은 루이 14에게 비용이 많이 드는 것으로 판명되었다.  라미예 전추와 오우데나르데 전투와 함께 프랑스-스페인 군대는 굴욕적으로 스페인령 네덜란드에서 쫓겨났고, 토리노 전투는 이탈리아에서 남아있던 몇몇의 군대를 철수시키는 데 루이 14세를 강요하였다.  1709년까지 루이는 심하게 약해졌고 자신의 통치 동안 자신에게 양도된 전체의 대지와 영토들을 반환하고 60년 이상 전에 조인된 베스트팔렌 조약의 전선들로 반환하는 것까지 거의 모든 비용으로 평화를 위하여 기꺼이 소송하고 있었다.  그럼에 불구하고 동맹국들에 의하여 지시된 조건들은 너무 가혹했으며 후자에게 굴욕적인 평화 조건들을 받아들이도록 강요하는 데 자신의 손자를 공격한 요구들을 포함했으며 그 전쟁은 지속되었다.  프랑스가 전체의 스페인 계승을 유지할 수 없다는 것이 명확해진 동안 스페인 중부에서 동맹국들을 몰아냈던 알만사 전투, 비야비시오사 전투와 브리우에가 전투에서 결정적인 프랑스-스페인 군대의 승리 후에 그 상대들이 스페인에서 펠리페 5세를 타도할 수 없었다는 것이 명확히 보이기도 했다.  더욱 나가서 1709년 말플라크 전투는 동맹국들이 전투 지대를 얻은 동안 그것은 프랑스군을 물리 치는 것이 쉽지도 않고 저렴하지도 않다는 것을 보여주었으며 클로드루이엑토르 드 빌라르 공작이 이끌어진 그들이 그렇게 하였고 끔찍한 비용으로 프랑스군의 두배인 25,000명을 잃었다.  1712년 빌라르 공작이 외젠 드 사부아카라냥 공자 아래 동맹군에 결정적 승리로 프랑스군을 이끌었던 드냉 전투는 루이 14세에게 전쟁을 유리하게 돌려 많은 잃었던 영토와 자부심을 회복하였다.

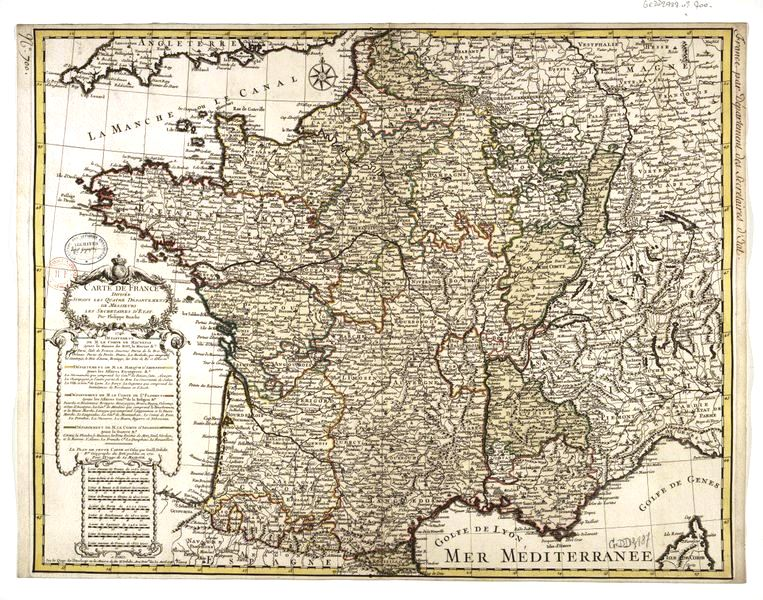
루이 14세의 사후 프랑스의 지도

1705년 자신의 부친 레오폴트 1세의 뒤를 이었던 신성 로마 황제 요제프 1세는 카를 대공에 의하여 위험하게 지배된 카를 5세의 것만큼 큰 제국의 번영을 이루었다.  영국에게 이것은 프랑스와 스페인의 결합 만큼 바람직하지 않았다.  그러므로 예선들은 평화를 추구하면서 영국과 프랑스 사이에 조인되었다.  루이 14세와 펠리페 5세는 결국적으로 위트레흐트 조약과 함께 1713년 영국과 네덜란드 공화국과 함께 평화를 이루었다.  1714년 각각 라슈타트 조약과 바덴 조약과 함께 황제와 신성 로마 제국과 함께 평화가 왔다.  위트레흐트 조약과 라슈타트-바덴 조약사이에 결정적인 간격은 란다우와 프라이부르크를 포획하는 데 루이 14세를 허용하여 황제와 제국과 함께 더 나은 위치에서, 하나의 강점에서 협상하는 데 그를 허락하였다.  일반적인 진술은 펠리페 5세를 스페인의 국왕과 스페인 식민지들의 통치자로 인정하였다.  지브롤터와 미노르카가 영국에 의하여 유지된 동안 저지대 국가에 있는 스페인의 영토와 이탈리아는 오스트리아와 사부아 사이에 분할되었다.  더욱 나가서 루이 14세는 영국의 왕좌로 제임스 프랜시스 에드워드 스튜어트의 주장들을 위하여 자신의 지지를 끝내는 데 동의하였다.  프랑스는 또한 일생장 (프랑스어: Île-Saint-Jean, 오늘날 프린스에드워드아일랜드주)와 일루아얄 (프랑스어: Île-Royale, 오늘날 케이프브레턴섬)을 유지한 동안 아메리카 대륙에서 뉴펀들랜드, 루퍼츠랜드와 아카디아의 식민지와 소유들을 영국에 양도할 의무가 있었다.  하지만 동맹국의 끈기와 반대의 압력에도 불구하고 저지대 국가에서 처참한 패배 속에서 잃은 그 대륙의 영토들이 반환되었다.  프랑스는 또한 알프스산맥과 이탈리아를 통하여 길을 덮은 우바예 계곡은 물론 오라녜 공국 같이 주장을 가졌던 것으로 추가 영토들을 받기도 하였다.  유럽에서 프랑스의 확장을 되돌리는 데 동맹국의 거창한 계획은 무효가 되었다.  게다가 프랑스는 바이에른 선제후 막시밀리안 1세 에마누엘의 재활과 회복과 함께 자신의 대지, 칭호와 위엄으로 자신의 동맹자들을 보호할 수 있는 것으로 보였다.

### 재정 악화
콜베르의 헌신적인 노력에도 불구하고 왕실의 재정상황은 크게 나아지지 못했다. 근본원인은 루이 14세의 사치와 빈번한 전쟁 때문이었다. 1661년에 친정을 강화한 이래 54년간에 걸쳐 37년간이나 전쟁을 벌렸다. 1680년에는 전쟁으로 1년예산의 절반을, 치세 말기에는 거의 4분의 3을 사용해야했다. 재정적자를 해결하기 위해 국채를 발행하고, 징세 청부제도를 만들고, 증세를 위한 각종 편법도 동원하고, 관직매매도 했지만 1715년 루이 14세가 사망할때에 국가의 부채는 20억 리브르였고 이에 따른 이자만 해도 8억 리브르에 이르렀다.

## 1680년대에 권력의 높이

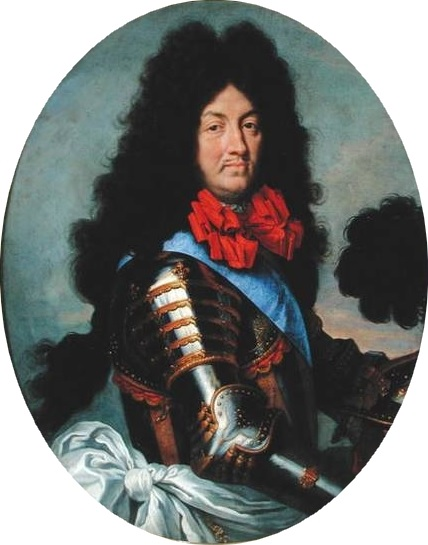
1684년의 루이 14세

1680년대 초반까지 루이 14세는 유럽과 세계에서 자신과 프랑스의 크게 강화된 영향력과 권력을 가졌다.  1683년에 사망한 루이 14세의 가장 유명한 장관 장 바티스트 콜베르는 왕실 국고와 금고에 엄청난 영향력을 행사하였으며 왕실의 총수입은 그의 그의 관리 감독 아래 3배를 가졌다.  유럽의 왕자들은 예술, 음식과 유행에서 취향부터 정치 제도들까지 모든 것에서 프랑스와 루이 14세를 모방하기 시작하였으며 그것이 베르샤유에서 했기 때문에 많은이들은 단순히 공식 정부를 취하기까지 했다.  외교 관계들이 시암, 인도와 페르시아 같은 먼 해외 국가들과 시작되었던 동안 유럽의 외부로 프랑스의 해외 식민지들은 아메리카 대륙, 아시아와 아프리카에서 증식하고 있었다.  예를 들어 프랑스의 예수회와 선교사들이 중국 (청나라)에서 보일 수 있던 동안 1682년 탐험가 르네 로베르 카벨리에 드 라 살은 루이 14세의 영예에 북아메리카에서 미시시피강의 분지를 "루이지안" (Louisiane, 루이지애나)라고 주장하여 이름을 지었다.
프랑스에서도 루이 14세는 교회와 귀족들의 비용으로 프랑스 국왕의 영향력과 중앙 집권화를 설립하고 늘이는 데 성공하였다.  루이는 프랑스에서 교황의 권한을 제한시킨 독트린으로 알려진 전통적 갈리아주의를 강화하기 위하여 노력하였다.  그는 1681년 11월 성직자 집회를 소집하였다.  1682년 2월 해산되기 전에 그것은 프랑스의 성직의 선언으로 동의하였다.  프랑스 국왕의 권력은 줄여진 교황의 권력에 대조적으로 늘어났다.  교황은 국왕의 동의없이 프랑스로 교황 특사를 보내는 데 허용되지 않았으며 프랑스에 들어갈 수 있던 그런 사절들은 더욱이 그들이 자신들의 힘을 행사할 수 있기 전에 추가 승인을 필요하였다.  주교들은 왕실의 승인 없이 프랑스를 떠날 수 없었으며 아무 공무원들도 자신들의 임무에 따라 행해진 행위에 대하여 파문할 수 없었고 국왕의 찬성 없이 교황에게 항소할 수 없었다.  국왕은 교회법을 제정할 수 있었고, 교황에 의하여 만들어진 전체의 규정은 군주의 동의 없이 프랑스에서 유효하지 않은 것으로 간주되었다.  하지만 선언은 명백한 이유로 교황에 의하여 받아들여지지 않았다.

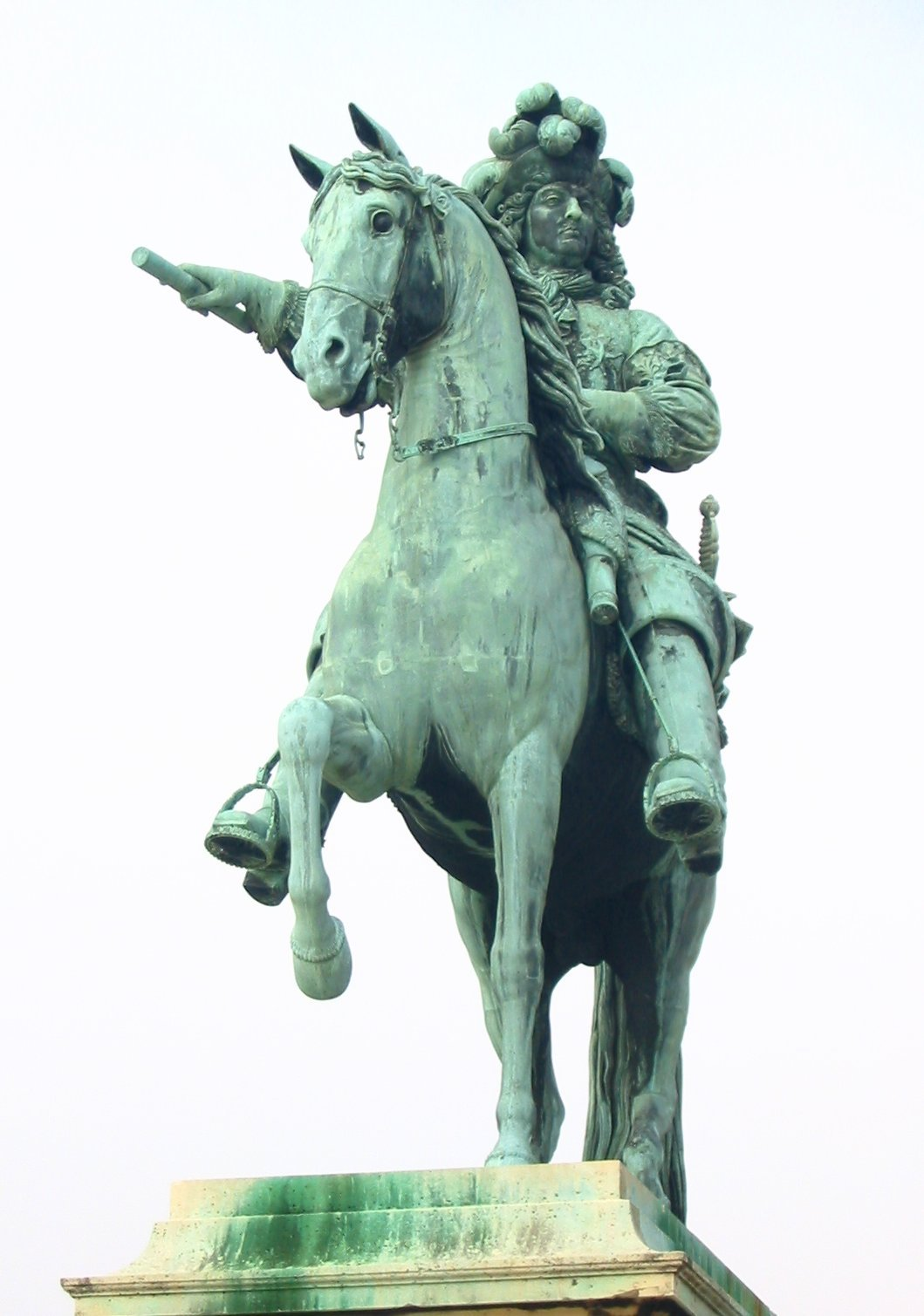
베르사유 궁전 입구에 있는 루이 14세의 기마상

루이는 또한 베르사유에서 자신의 궁전에서 자신의 궤도에 더 높은 귀족의 대부분을 본질적으로 첨부하면서 프랑스에서 귀족의 것인 제2의 소유권에 엄청난 통제력을 얻어 반란과 폭동을 계획한 그들의 지방 공동체와 전력 기반들에서 대신 그의 감시 아래 한해의 다수를 보내는 데 그들을 요구하였다.  그것은 그들이 자신들의 계급으로 연금과 필요한 특권을 얻을 수 있었던 이 방향에만 있었다.  그는 루이의 권력과 지금까지 제멋대로인 귀족에 통제로 공헌했던 중요한 요인들이었던 사치스러운 잔치들과 다른 주의 산만과 함께 자신의 영구 방문자를 즐겁게 하였다.  그러므로 루이는 추기경들 리슐리외와 마자랭의 업무를 지속하고 있었다.  프롱드의 난으로부터 파생된 경험의 결과로서 그는 자신의 권력이 만약 평민과 함께 자신이 고위 관직을 채웠거나 혹은 적어도 비교적 새로운 귀족의 회원들의 경우에만 우세할 것이라고 믿었고, 단순하게 자신을 해고하면서 평민들을 실체로 환원할 수 있었던 동안 그는 자신이 쉽게 고대 혈통의 위대한 귀족의 영향력을 파괴할 수 있었다는 것을 믿얻기 때문이었다.  그러므로 루이 14세는 자신이 평민 혹은 새로운 귀족들을 장관과 지방 관리들로 임명했던 동안 나이 많은 귀족을 조신으로 자신을 의례적으로 섬기는 데 강요하였다.  조신으로서 위대한 귀족들의 권력은 더욱 약하게 자라났다.  고위 귀족의 권력의 감소는 루이 14세 이후에 프롱드 같은 반란들의 부족에서 목격될 수 있었다.  사실 귀족에 왕실의 승리는 결국 프랑스 혁명과 나폴레옹 시대까지 프랑스를 괴롭히는 데 마지막 주요 내란이었다는 것을 확신한 루이 14세 아래 달성되었다.
루이는 원래 자신의 부친에 의하여 사냥터로 지어진 파리의 외부에 있는 베르사유 궁전을 4개의 중요하고 뚜렷한 건설 캠페인의 일련에서 멋진 왕궁으로 개조하였다.  3번째 건설 캠페인의 말기까지 궁전은 통치의 마지막 10년의 세월에 추가되었던 왕실 예배당을 제외하고 오늘날까지 유지하는 대부분의 모습을 취하였다.  그는 1682년 5월 6일 궁정과 더불어 거이에 공식적으로 이주하였다.  루이는 사치스러운 풍요의 상징과 위엄있는 웅장함 같은 것을 창조하기 위하여, 그리고 군주의 자리를 옮기기 위한 몇몇의 이유들을 가졌다.  하지만 향상시키고 개발했던 동안 영광스러운 기념물과 함께 자신의 수도를 꾸미기를 멈추지 않으면서 자신이 파리를 미워했기 때문에 그가 그렇게 했다는 주장은 결함이 있었다.  베르사유는 국정에 대한 눈부시고 경외심을 불러일으키는 설정으로, 그리고 수도와 국민들과 주의가 나누어지지 않았던 외국 고위 인사들의 접수를 위하여 지냈으나 왕의 사람에 의해서만 가정되었다.  궁정 생활은 장엄함을 중심으로 하였고, 조신들은 값비싼 사치품의 삶을 살았으며 장엄한 옷을 입고 끊임없이 무도회, 저녁, 상연과 축제에 참석하였더.  그러므로 많은 귀족들은 모든 영향력을 포기하거나 장려금과 보조금을 위하여 국왕에 전체적으로 의지하였다.  권력을 행하고 잠재적으로 문제를 일으키는 대신 귀족들은 국왕의 식탁에서 식사의 영예 혹은 국왕이 침실로 물러나면서 촛대를 드는 것의 특권을 위하여 경쟁하였다.

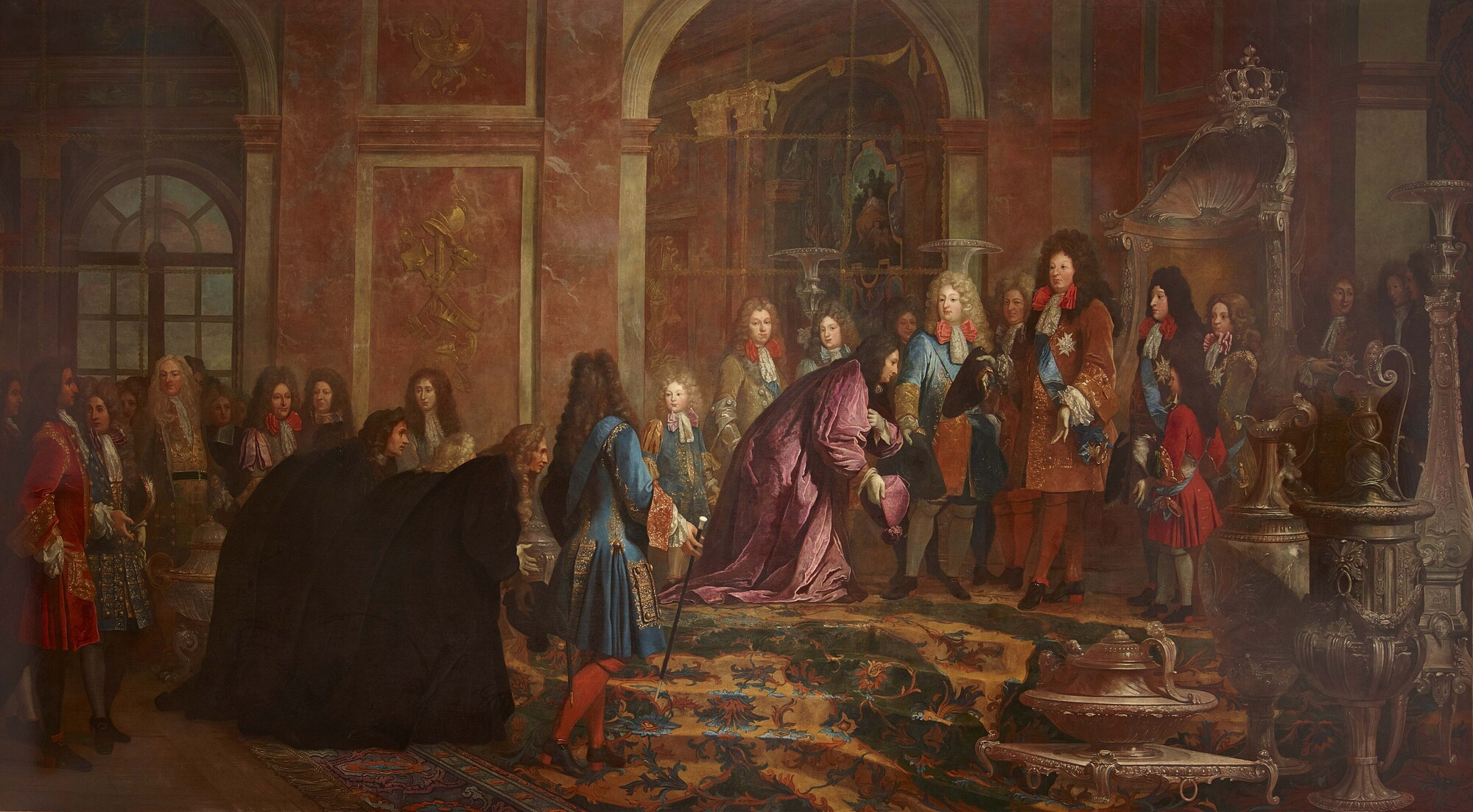
제노바의 폭격에 이어 베르사유 궁전에서 제노바 공화국의 총독을 영접하는 루이 14세 (1685년 5월 15일)

1685년까지 루이 14세는 자신의 권력의 정점에 섰다.  프랑스의 주요 라이벌들 중의 하나인 신성 로마 제국은 1683년에 시작되어 1699년까지 지속된 대튀르크 전쟁에서 오스만 제국을 싸우는 데 몰두했다.  오스만 제국의 대재상은 거의 빈을 포획하였으나 마지막 순간에 폴란드의 얀 3세 소비에스키가 폴란드, 독일과 오스트리아의 군대를 1683년 빈 전투에서 최종적 승리로 이끌었다.  그동안 레겐스부르크 휴전에 의하여 루이 14세는 전선을 덮고 외국의 침입으로부터 프랑스를 보호한 룩셈부르크와 스트라스부르 같은 몇몇의 영토들의 통치를 얻었다.  빈에서 오스만 제국의 공격을 격퇴한 후, 신성 로마 제국은 튀르크인들로부터 더 이상 임박한 무덤에 있지 않았으나 그럼에 불구하고 황제는 루이 14세에 의하여 병합된 영토들을 다시 얻는 데 시도하지 않았지만 오히려 휴전의 기정 사실을 동의하였다.  스페인을 지지하고 프랑스-네덜란드 전쟁에서 그들에게 제노바의 선박들을 이용한 것을 승인한 것에 관한 처벌로서 1685년 자신의 도시가 프랑스군에 의하여 폭격을 당한 후, 제노바 공화국의 총독은 배르사유로 여행을 떠나 궁중의 웅장함 속에 받아지고 루이 14세에게 사과하고 화해하였다.
1683년 루이 14세의 왕비 마리테레즈가 사망하였다.  그는 그녀의 사망에 대하여 그녀가 그를 고뇌에 빠지게 한 유일한 기회였다는 것으로 언급하였다.  그는 자신의 매밤 무술을 수행했다는 것이 말해졌어도 그는 1660년 자신들의 결합 후에 오랫동안 그녀에게 완전히 충실하지 않았다.  그의 정부들은 루이즈 프랑소와즈 르 블랑 드 라 발리에르, 아테나이 드 로슈슈아르 모르트마르, 앙젤리크 드 퐁탕주와 프랑수아즈 도비녜를 포함하였다.  결과로서 그는 많은 사생아를 낳았으며 후에 가장 높은 혈통의 가족들에게, 심지어 왕실 자신의 가족의 가지로 재혼하였다.  이 결과로 생긴 사생아 왕실 생도 가지의 많은 자손들은 다음 세기에 권력의 지위와 영향력을 주장하러 갔다.  하지만 그는 자신의 두번째 부인 프랑수아즈 도비녜에게 더욱 충실한 것을 증명하였다. 아마 1685년 후순에 일어난 루이 14세와 맹트농 부인 사이의 결혼 생활은 비밀스럽고 조직적이었으며 그의 사망까지 지속될 것이었다.
한편 로마 가톨릭으로 개종한 맹트농 부인은 개신교 박해를 조장했고, 위그노들에게 신앙의 자유를 부여한 낭트 칙령 (1598년)을 철회할 것을 루이 14세에게 촉구한 것으로 보인다. 하지만 그녀의 참여에 대한 이러한 견해은 이제 심문을 받았다.  루이 14세 자신은 그런 계획을 지지하였으며 그는 유럽의 나머지와 더불어 가톨릭 혹은 개신교가 민족의 통일을 위한 목적에 있었던 것을 믿었으며 그는 처음에 종교적으로 통일 국가를 달성해야 했으며 그의 경우 특히 가톨릭이었다.  이것은 1555년 아우크스부르크 화의에 의한 그 설립 이래 유럽을 통하여 종교 정책을 정의한 "누구의 영역, 그들의 종교"의 원칙에서 모셔졌다.  그는 그것이 이론적으로 그의 봉건적 권리 안에서 따라서 법적이었어도 그의 주제 중 하나와 함께 그렇게 하기 위해 그들의 집에서 군인들을 포위함으로서 위그노들의 박해를 이미 시작하였다.

### 퐁텐블로 칙령
루이 14세는 1685년 3월 칙령을 통해 프랑스의 종교적 통합을 시도하였다. 이 칙령은 프랑스의 식민지에 영향을 주었고, 유대인들은 추방당했다. 가톨릭을 제외한 개신교의 예배를 금지하고 개신교 교회의 문을 닫았다. 그해 10월 루이 14세는 퐁텐블로 칙령을 내려 지난 1589년에 반포된 앙리 4세의 낭트 칙령을 철회하였다. 프랑스를 종교적, 문화적으로 통일시켜서 중앙집권과 절대왕권을 확립하기 위한 조치였다. 이로써 본격적으로 위그노(개신교)에 대한 탄압이 시작되었다. 퐁텐블로 칙령에 따라, 프랑스에서는 개신교 학교와 예배당과 시설들은 폐쇄되었고 철거당했다. 개신교 집안에게 태어난 아이들은 강제로 가톨릭 세례를 받아야 했다. 칙령에 따르면 공식적으로는 위그노들이 프랑스를 떠날수 없었지만, 상공업에 종사하던 대략 20  만명 이상의 위그노들이 주변 국가로 망명하였다. 이들처럼 모국으로부터 박해를 피해 다른 국가로 이주해야 하는 사람들을 난민이라고 한다. 이로 인해 프랑스 산업과 경제는 큰 타격을 입었다. 루이 14세의 가장 영향력 있던 장군들 중의 하나인 세바스티앙 르 프레스트르 드 보방은 공개적으로 그 조치를 비난했다.

## 말년과 사망

### 치세말의 위기
루이 14세는 병에 걸렸다. 그는 늙었기 때문이다.

### 건강
그는 당뇨병과 고혈압을 앓았다. 그래서 의사들이 그의 병을 치료하였다.

### 사망

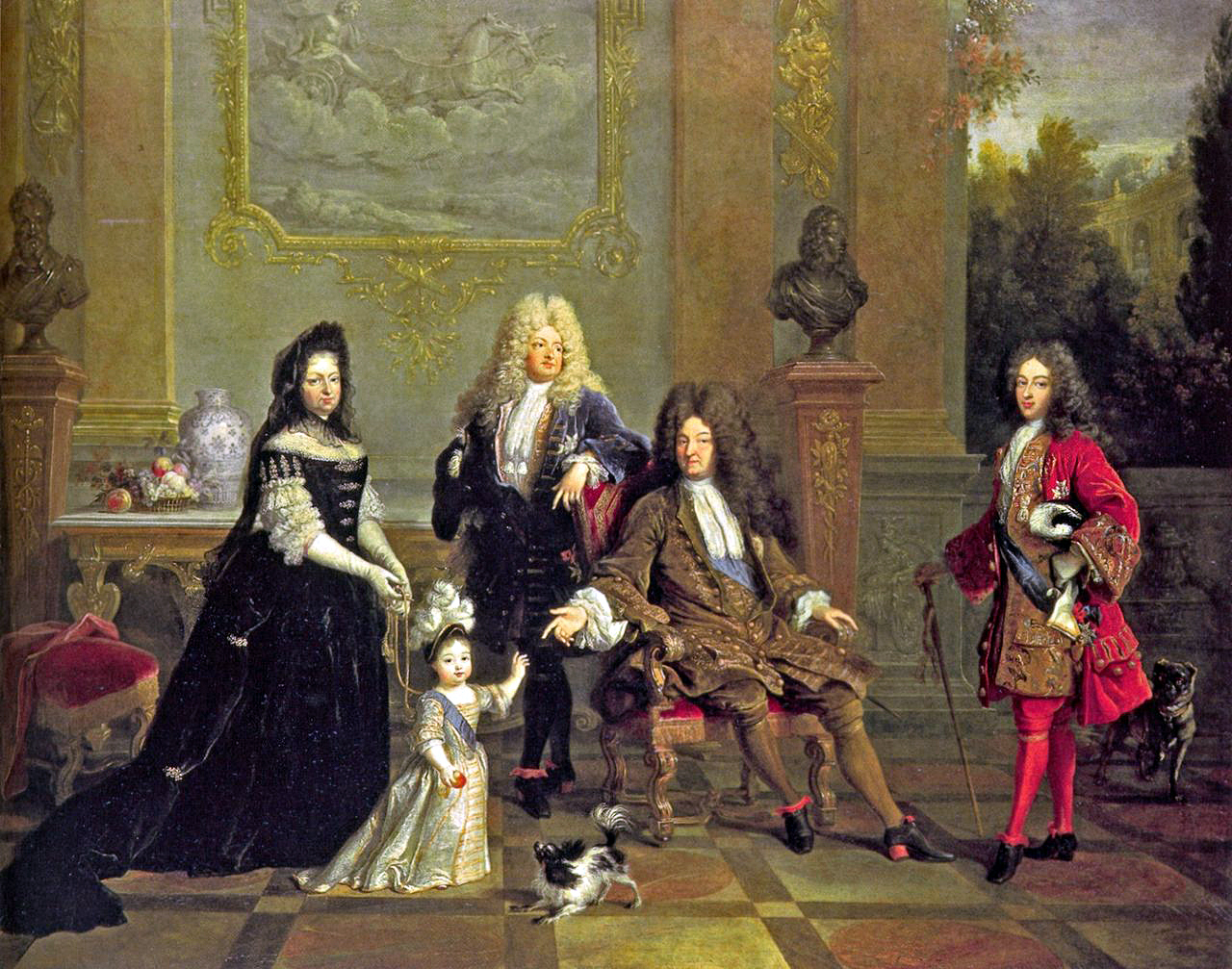
루이 14세와 그의 가족들

그는 1715년 9월 1일에 사망하였고, 그의 손자 루이 15세가 왕위에 올랐다.

## 태양왕 (Le Roi Soleil)

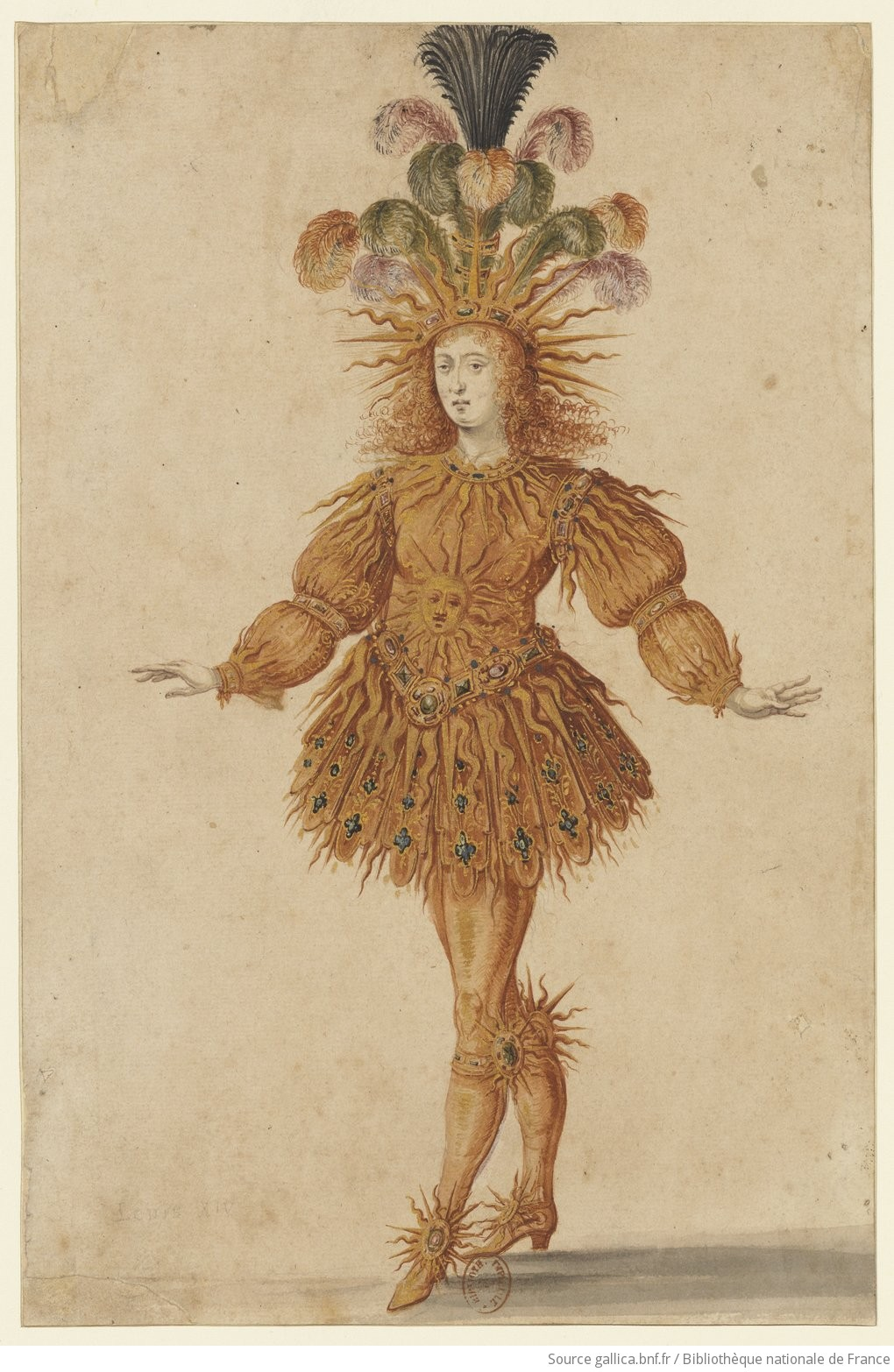
《밤의 발레》에서 태양의 신 아폴론으로 분장후 공연하고 있는 루이 14세.

루이 14세는 ‘태양왕’(프랑스어: Le Roi Soleil)이라는 별명으로 더 유명하다. 이런 별명을 갇게 된 것은 1653년에 그가 직접 발레극 공연에 배우로서 출연하여 '떠오르는 태양'이라는 상징적인 역할을 맡은후였다. 프롱드의 난으로 인해 포로와 별반 다를것 없는 신세가 되었었고 파리를 탈출하는 등 국왕으로서의 이미지가 크게 실추되어 있었다. 1652년에 파리로 귀환한후 실추된 국왕의 이미지를 만회하고 반란의 혼란함을 진압한 왕으로서 위엄과 권위를 들어내고, 프롱드의 난을 일으킨 귀족들을 복종시키는 위대한 왕이자 승리자의 이미지를 귀족들과 시민들에게 심어주고자 철저한 정치적 계산에 따라 발레극을 기획하였다.
이탈리아 출신 장바티스트 륄리가 작곡하고 기획한 《밤의 발레》 (프랑스어 : Ballet de la Nuit)는 볼거리가 풍성한 아주 스펙터클한 작품이다. 궁정 작곡가 륄리는 일곱살때부터 춤에 관심과 재능이 많았던 루이 14세를 위하여, 공연 당시 15세였던 루이 14세가 자신의 춤 실력을 마음껏 발휘할 수 있도록 배려했다. 루이 14세는1653년에 파리의 쁘띠부르봉에서 있었던 초연때부터 공연에 직접 배우로 참여하였다. 4막으로 구성된 이 작품에서 루이 14세는 화려한 의상을 입고 여섯 인물의 배역을 소화했는데, 그중에서 그리스 신화에서 태양을 관장하는 아폴론 신으로 분장하여 '떠오르는 태양'이라는 상징적인 역할도 맡았다. 이 역할을 맡은후부터 그는 '태양왕'이라고 불리게 되었다.
륄리의 대표작이 된 《밤의 발레》는 해가 지는 저녁부터 다음날 동트는 순간까지 시간의 흐름을 보여주는 작품이다. 루이 14세는 공연속에서 자신이 태양이자 신이 되어서 그리스 신화 속에 나오는 '피'이라는 거대한 뱀을 처단하며 악의 무리들을 섬멸하여 굴복시키고, 자신에게 경배하고 찬양하게 만드는 역할도 하였다. 여기서 '피톤'과 악한 무리들은 '프롱드의 난'을 일으킨 귀족들을 의미하며, 관람하는 귀족들에게 왕에 대한 경외감을 심어주는 동시에 경고의 메시지를 보내고자 했다. 또한 왕이란 평범한 사람이 아니라 신의 선택을 받은 자로 신과 같은 존재라는 이미지를 공연이라는 간접적인 수단을 통해 전달하기도 하였다.
그외에도 큰 축제를 개최하여 왕의 권력을 과시하기도 했다. 1662년에는 루브르 궁앞에서 카루젤이라는 큰 거리 축제를 열었는데, 이때는 로마황제로 분장을 해서 프롱드파 귀족들을 무릎 꿇이는 모습을 공연하기도 했다. 루이 14세가 처음으로 출연한 것은 13살 때의 일로 《카산드라의 가면극》이라는 발레였다. 그 후로 1670년까지의 19년 동안에 27편 이상의 발레에 출연을 하였다. 공연을 위해서 발레의 대가인 보샹 이외의 보캉과 페쿠르 등 뛰어난 안무가들을 이탈리아로부터 초청했으며, 몰리에르가 대본을, 브랭이 의상을, 그리고 비가라니가 무대 장치를 맡기는 등 심혈을 기울였다.

## 여성 편력

### 첫 사랑 마리
루이 14세의 첫사랑은 재상 마자랭의 조카 마리 만시니였다. 국왕의 체면을 손상시키는 사랑과 결혼은 이루어질 수 없는 것이며 이를 잘 알고 있는 마자랭과 모후 안 도트리슈는 이 두사람의 만남을 극렬히 반대했다. 일국의 국왕에 위신에 맞는 결혼이 이루어져하며 왕의 결혼은 지극히 정치적일 수 밖에 없다. 마리 만시니는 끝내 루이 14세와 헤어질 수 밖에 없었고 이탈리아 귀족에게 시집을 갔다. 첫사랑 마리 만시니와의 아픔을 뒤로 하고 22살에 맞이한 여인이 스페인 펠리페 4세의 딸인 마리테레즈였으나 루이 14세는 자신의 왕비에 대해 크게 실망했다.

### 왕비 마리테레즈

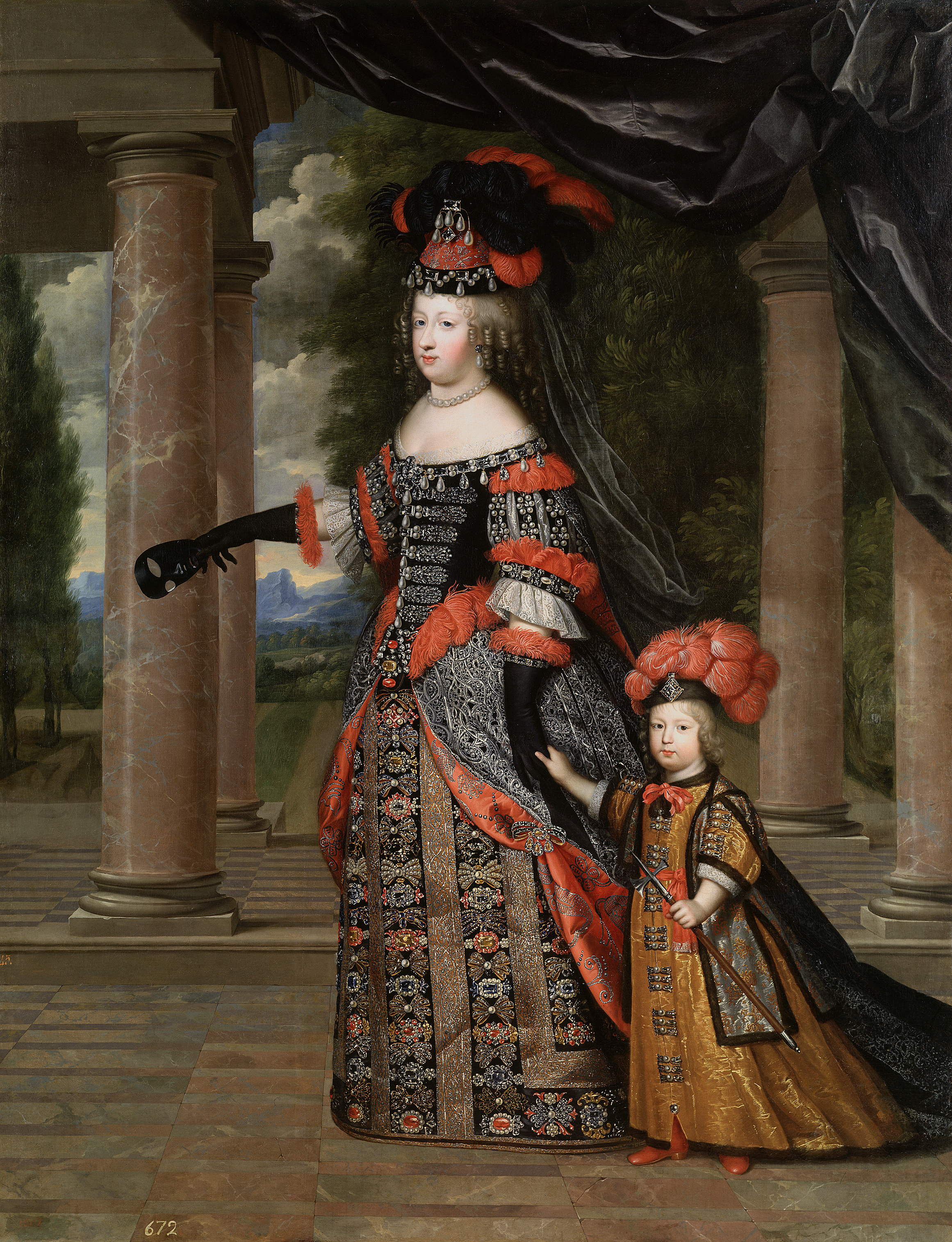
마리 테레즈와 도팽 루이

마리테레즈는 루이 14세가 생각했던 왕비의 모습과는 거리가 너무 멀었다. 외모도 실망스러웠지만,  연극배우로 활동할 정도로 인문학 교양이 뛰어난 루이 14세와 달리, 마리 테레즈 왕비는 인문학적 소양이 부족하였고 너무 순종적이며 아둔하기까지 했다. 정치나 문학에 대해서는 관심이 전혀 없었고, 에스파냐가 모국이지만, 루이 14세와 결혼하였으니 프랑스의 왕비인데, 프랑스 사람들의 모국어인 프랑스어를 하지 못했으며 배우려고도 하지 않았다. 좋아하는 것은 초콜릿 뿐인듯 했다. 전 유럽에서도 가장 복잡하고 다난하기로 손꼽히는 프랑스의 궁정 생활을 유지하기엔 지나칠 정도로 아이처럼 단순했다. 이에 비해 어머니 안 도트리슈는 아름다운 여인이었고 지성적이고 현명했으며, 궁궐을 활력이 넘치는 곳으로 만들어 갈줄 아는 왕비였다. 모후와 비교해볼때 새로운 왕비는 너무나도 많은 것이 부족했다.
모후 안 도트리슈는 며느리 마리테레즈가 프랑스 왕비로서 소양과 기품을 갖출수 있게 도움을 주려했다. 같은 스페인 공주 출신이라는 동질감과 자신의 조카딸이기도 했기 때문이었다. 하지만 마리-테레즈는 금방 주위의 모든 사람들을 실망시켰다. 가르쳐서 될 일이 아니라는 것을 알게 된 안 도트리슈도 무관심하게 대할 수 밖에 없었다. 왕비의 평판은 땅에 떨어졌고 궁정 사람들은 무시를 넘어 조롱거리로 삼았다. 신앙이 독실했던 마리테레즈는 기도를 열심히 하는 신앙인이 되어 힘든 왕궁생활을 버텨나갔다.
마리테레즈는 왕비보다는 시골농부의 아내에 적합했다. 그녀의 정신연령은 언제나 유아상태에 머물러 있었다. 아무튼 루이 14세는 결혼 첫 해동안 만큼은 아내에게 충실했으나 곧 수많은 정부들과 바람을 피웠다. 다만 후계의 중요함을 알았던 루이 14세는 1주일에 세 번 아내의 침실을 방문하곤 하였다. 그 덕분에 마리테레즈는 총 6명의 아이를 낳았다. 물론 그중 5명이 요절하는 슬픔을 겪기는 했다.

### 헨리애타 앤

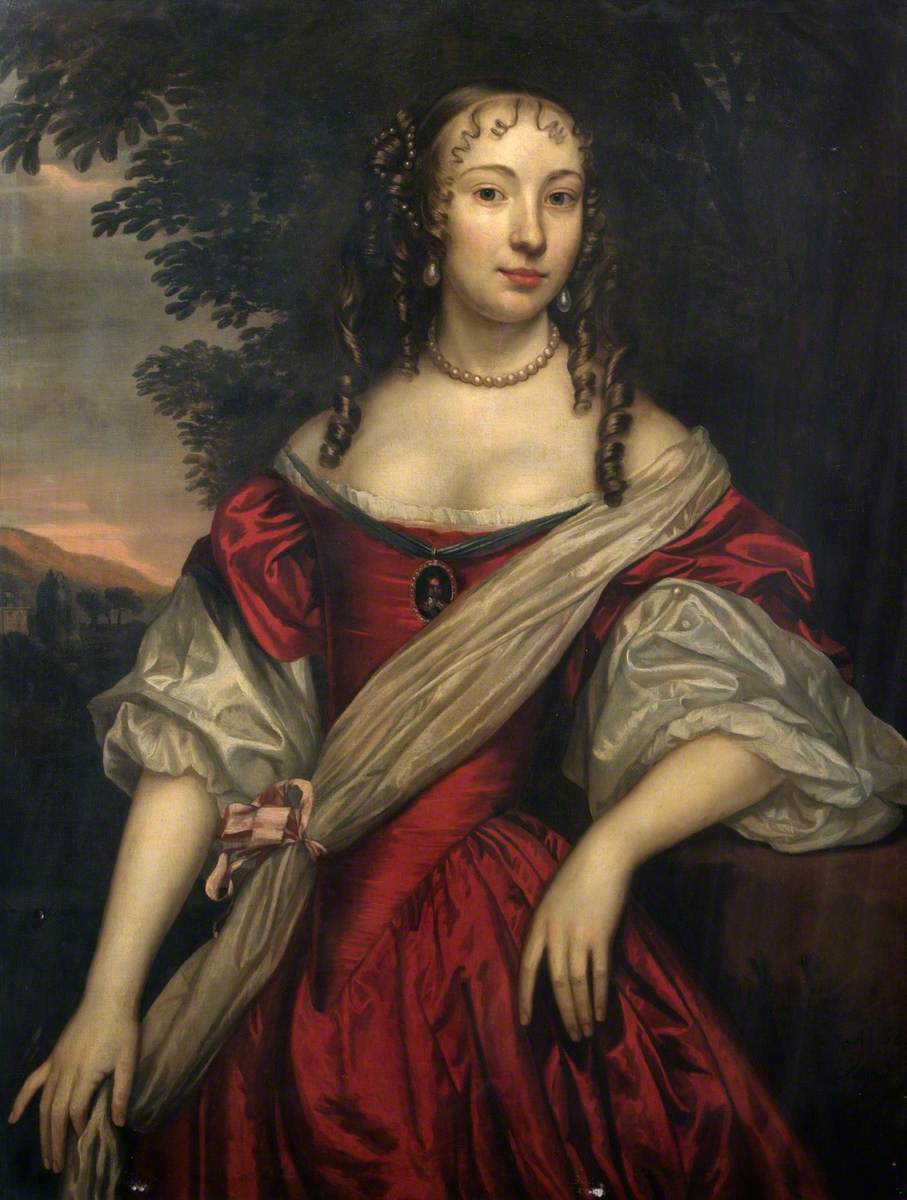
헨리애타 앤

1661년에 왕비 마리테레즈가 임신을 하여 퐁텐블로 궁에 기거하기 시작하자 루이 14세는 바람을 피기 시작했다. 첫 상대는 친동생의 부인 헨리에타 앤이었다. 헨리엔타 앤은 잉글랜드 찰스 2세의 여동생으로 루이 14세의 동생인 필리프와 얼마전에 결혼식을 올린 제수씨였다. 양성애자였던 필리프와의 결혼생활에 힘들어 하던 헨리에타는 루이 14세와 은밀하게 밀월을 나누게 되었다. 곧 궁정에 해괴한 소문이 돌았고 이를 잠재우기 위해서 헨리에타는 그 방패막이로 젊은 시녀 루이즈를 내세웠다. 그런데 일이 꼬여버렸다. 루이 14세가 루이즈와 사랑에 빠지고 만것이다.
헨리에타와 루이 14세의 관계는 자연스럽게 멀어지게 되었다. 힘든 결혼생활에 국왕의 관심마저 식어버리자 큰 스트레스를 받은 헨리에타는 몸을 혹사시키기 시작했다. 더욱이 두차례의 출산이후 건강이 악화되어갔다. 루이 14세는 루이즈에게 공작부인 호칭을 내리기도 했으나 루이즈는 국왕과의 불륜으로 괴로워하다가 수도원으로 들어가 버렸다. 헨리에타 앤은 1668년 6월 29일, 치커리가 든 물을 마시고 갑자기 쓰러져 몹시 괴로워하다가 이튿날 새벽 의문의 죽음을 맞았다. 이때 그녀의 나이는 26살이었다. 남편 필리프의 애인 로렌 공이 헨리에타의 찻잔에 독을 탔다는 등 여러 독살 소문이 나돌았다. 국왕의 명령으로 부검이 진행되었으나 예상과는 달리, 독살된 것은 아니었다. 공식적인 사인은 콜레라라고 발표되었다.

### 몽테스팡 부인

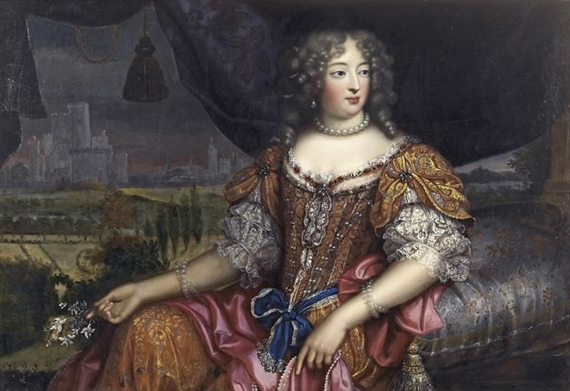
몽테스팡 후작부인

몽테스팡 부인이 처음으로 궁정에 발을 딪은 것은 1660년 왕비 마리테레즈의 결혼식에 들러리를 섰을때였다. 1667년 27살에 국왕의 정부가 되었는데, 이때 루이 14세는 카트린 드 모나코라는 여성과 염문을 뿌리고 있었다. 또한 몽테스팡 부인은 이미 4년전에 결혼한 유부녀였다. 루이 14세는 그녀의 남편인 몽테스팡 후작을 바스티유 감옥에 처넣은후 그녀를 공식정부로 만들었다. 그리고 그녀는 국왕과 사이에서 6명이나 되는 사생아를 낳았다. 그녀의 사생아들은 훗날 적자로 인정을 받기는 했으나 초기에는 비밀리에 양육되었다.
몽테스팡 부인은 상당한 미모의 소유자로서 루이 14세는 그녀를 많이 아끼기는 했으나 시간이 조금 흐른뒤에 퐁탕주라는 여성에게도 관심을 가졌다. 퐁탕주는 동생 필리프의 두번째 부인 라 팔라틴 공주의 시녀였다. ‘퐁탕주 스타일’이라는 유명한 헤어스타일을 후세에 남기기도 한 그녀는 1679년에 공식적인 국왕의 애첩이 되었다. 그러나 한차례의 사산을 경험한후 국왕에게서 멀어졌고 1681년에 갑자기 사망했다.
그녀가 죽은후 질투심이 강했던 몽테스팡 부인에 의한 독살설이 나돌았다. 그 당시에 파리에서는 여러 독살사건이 있었는데, 사건조사 과정에서 상당수의 관련자들이 몽테스팡 부인의 친인척과 시녀들이라는 사실이 밝혀졌다. 또한 퐁테스팡 부인 역시 국왕의 사랑을 독차지 하기 위한 마녀들의 요상한 제식행위에 참여했었다는 사실이 들어났다. 이후 그녀는 루이 14세로부터 버림받았고 초라한 여생을 보내게 되었다.

### 맹트농 후작부인

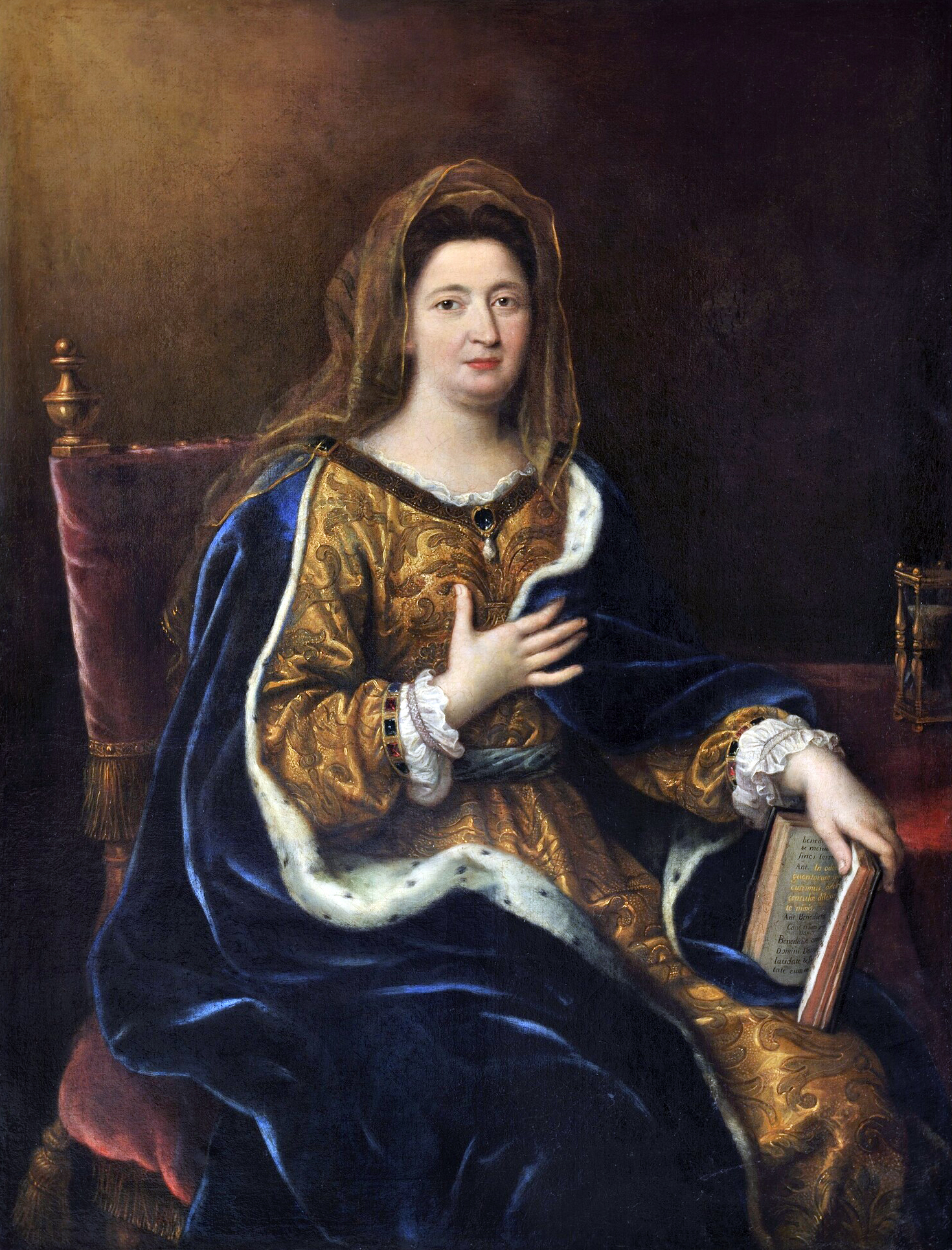
맹트농 후작 부인

맹트농 후작부인은 몽테스팡 부인이 낳은 루이 14세의 서자들을 돌보는 가정교사였다. 루이 14세가 맹트농에게 관심을 가지기 시작한 것은 1670년대 초부터였다. 몽테스팡 부인이 낳은 사생아들이 1673년에 적자로 인정받자 아이들과 함께 맹트농은 왕궁으로 들어가며 왕의 총애를 받기 시작했다.  1675년에는 멩트농에게 후작부인이란 새로운 칭호를 하사하며 본격적인 관계가 시작되었다. 이후 몽테스팡 부인이 독약사건 등에 직간접적으로 연루되면서 국왕의 관심을 잃고 몰락하자 국왕의 공식정부의 자리는 맹트농이 차지하게 되었다.
맹트농은 국왕에세 왕궁에서 소외받고 있는 왕비 마리테레즈의 처소에 자주 찾아갈 것을 권하며 국왕부부의 관계 개선을 위해 노력했다. 루이 14세는 맹트농의 조언을 받아들였고 왕비와의 관게는 좋아졌으며 이일로 인해 왕비 마리테레즈는 맹트농 후작부인에게 고마움을 표시하기도 했다고 한다. 점차 왕궁내에서 맹트농 후작부인의 영향력이 커져 가던중에 1683년에 왕비가 사망하였다. 루이 14세는 뒤늦게 크게 슬퍼했다고는 하나 왕비가 죽은후 3개월이 지나자 맹트농과 비밀결혼식을 올렸다.
이 결혼은 신분차이로 인해 공표하지 않았기에 맹트농은 정식왕비에 즉위하지는 못했으나 실질적인 안주인의 역할을 하였다. 이후 30년간 맹트농은 왕궁을 가톨릭에 입각한 엄숙하고 경건한 분위기로 이끌었다. 이때문에 루이 14세가 1685년에 공표한, 개신교의, 신앙의 자유를 탄압한 칙령인 퐁텐블로 칙령에도 영향력을 미쳤을 것으로 추정하고 있다. 맹트농은 루이 14세가 죽자 궁을 나온후 자신이 설립한 생시르 학교에 머울며 교육자의 길을 걸었다.

## 결론

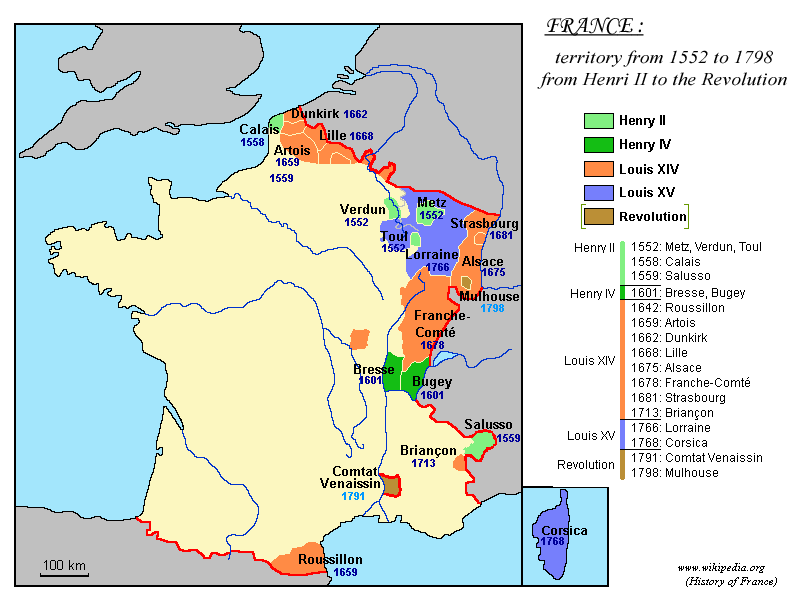
루이 14세 (1643년 ~ 1715년) 아래 프랑스의 성장

루이 14세는 스페인의 왕좌에 프랑스 왕가의 일원을 놓아 카를 5세의 세월 이래 유럽의 4분의 1에서 발생한 수백년의 위협과 골칫거리를 효과적으로 끝냈다.  부르봉가는 18세기의 나머지 동안 스페인의 왕관을 유지하였으나 1808년 후에 몇번이나 전복과 회복을 경험하였다.  그럼에 불구하고 오늘날까지 스페인의 군주는 루이 14세의 후손이다.
루이의 다수의 전쟁과 호화스러운 궁전과 성들은 효과적으로 국가를 파산시켜 농민에 그에게 더 높은 세금을 부과하도록 강요하였고 귀족과 성직자가 이 세금들을 내고 공공 기금으로 공헌한 것으로부터 면제를 가지면서 다양한 재정가들로부터 막대한 국채를 들었다.  그러나 빈곤한 것은 국가가 아니라 국가였다.
루이 14세는 프랑스를 유럽에서 돋보이게 하여 전 유럽에 문화적과 언어적 영향력은 물론 10개의 새로운 지방들과 해외 제국을 주었다.  그를 반대한 몇몇의 유럽의 위대한 동맹국과 마저 그는 프랑스의 영토, 권력과 영향력을 지속적으로 증가시켰다.  문화적 성취는 물론 이 군사 승리들의 결과로서 유럽은 프랑스와 그 문화, 양식, 생활방식 등을 감탄하였고, 프랑스어는 로마노프가의 러시아 만큼 멀리 전체의 유럽 엘리트층을 위하여 링구아 프랑카가 되었으며 독일의 왕자들은 자신들의 큰 비용에 루이의 삶의 방식을 모방하는 것을 추구하려고 했다.  계몽주의의 유럽은 루이 14세의 통치를 계몽된 규칙의 예로 보고, 가능한 만큼 그를 닮기 위해 노력하려고 했다.  아첨을 좋아했던 루이 14세는 "태양왕" 혹은 "위대한 군주"로 알려졌다.  계몽주의의 제자 볼테르는 그를 아우구스투스와 비교하여 그의 통치를 "영원히 기억에 남는 시대"로 불러 "루이 14세의 시대" 혹은 "Le Grande Siècle" (위대한 세기)로 더빙하였다.

## 결혼과 자녀들

### 왕비와 적자
왕비 스페인의 마리 테레즈 :
| 사진 | 이름          | 생일             | 사망                  | 기타     |
| ---- | ------------- | ---------------- | --------------------- | -------- |
|      | 왕세자 루이   | 1661년 11월 1일  | 1711년 4월 14일(49세) | 슬하 3남 |
|      | 안 엘리자베트 | 1662년 11월 18일 | 1662년 12월 30일      | 요절     |
|      | 마리 안       | 1664년 11월 16일 | 1664년 12월 26일      | 요절     |
|      | 마리 테레즈   | 1667년 1월 2일   | 1672년 3월 1일(5세)   | 요절     |
|      | 필리프 샤를   | 1668년 8월 5일   | 1671년 7월 10일(2세)  | 요절     |
|      | 루이 프랑수아 | 1672년 6월 14일  | 1672년 11월 4일       | 요절     |

### 정부와 서자
- 루이즈 프랑소와즈 르 블랑 드 라 발리에르³ - 라 발리에르 공작부인
  - 샤를 (1663-1665)
  - 필리페 (1665-1666)
  - 라 발리에르 여공작 및 콩티 공비 마리 안 (1666-1739)³
  - 베르망두아 백작 루이 (1667-1683)³

- 아테나이 드 로슈슈아르 모르트마르³ - 몽테스팡 후작부인
  - 루이즈 프랑소와즈 드 부르봉 (1669-1672)
  - 멘 공작 루이 오귀스트 (1670-1726)³
  - 루이 세자르 (1672-1683)²
  - 부르봉과 콩데 공비 루이즈 프랑수아즈 (1673-1743)³
  - 오를레앙 공작 부인 프랑수아즈 마리 (1677-1749)³
  - 툴루즈 백작 루이 알렉상드르 (1678-1737)³

- 클로드 드 빈
  - 루이즈 드 메종블랑쉐 (1676-1718)

- 앙젤리크 드 퐁탕주 - 퐁탕주 공작부인
  - 아들 (1691-1681)

- 프랑수아즈 도비녜 - 맹트농 후작부인

## 같이 보기
- 낭트 칙령
- 용기병의 박해
- 퐁텐블로 칙령
- 쥘 마자랭